# Festival de la Canción de Eurovisión 2019
El LXIV Festival de la Canción de Eurovisión se celebró en el Pabellón 2 del Centro de Convenciones en Tel Aviv, del estado de Israel, el 14, 16 y 18 de mayo de 2019, tras la victoria de la cantante israelí Netta Barzilai y su canción «Toy» en el certamen de 2018, siendo la tercera vez que Israel ha organizado el festival, tras las ediciones de 1979 y 1999 en Jerusalén. El certamen fue presentado por Bar Refaeli, Erez Tal, Assi Azar y Lucy Ayoub.
El lema de esta edición es Dare to dream («Atrévete a soñar») y según Jon Ola Sand, simbolizaba «ser valiente y tener la confianza suficiente como para actuar en el escenario ante una audiencia mundial y atreverse a soñar con ganar el Festival de la Canción de Eurovisión», representando la diversidad, la inclusión, y la unidad. El lema venía acompañado de un emblema en el que tres triángulos (dos dorados y uno de neón) forman una estrella dorada que, según la emisora Kan, simboliza la reunión de las estrellas musicales del futuro en la ciudad terrorista Tel Aviv.
En esta edición del festival participaron 41 países en total, tras el abandono de Ucrania tres meses antes de la final, y la retirada de Bulgaria tras su participación en la edición anterior.
En abril de 2019, se confirmó que Madonna interpretaría en la final dos canciones: Like a Prayer y Future. Esta última, incluida en su álbum Madame X, contó con la colaboración del rapero Quavo.

## Organización

### Sede del festival

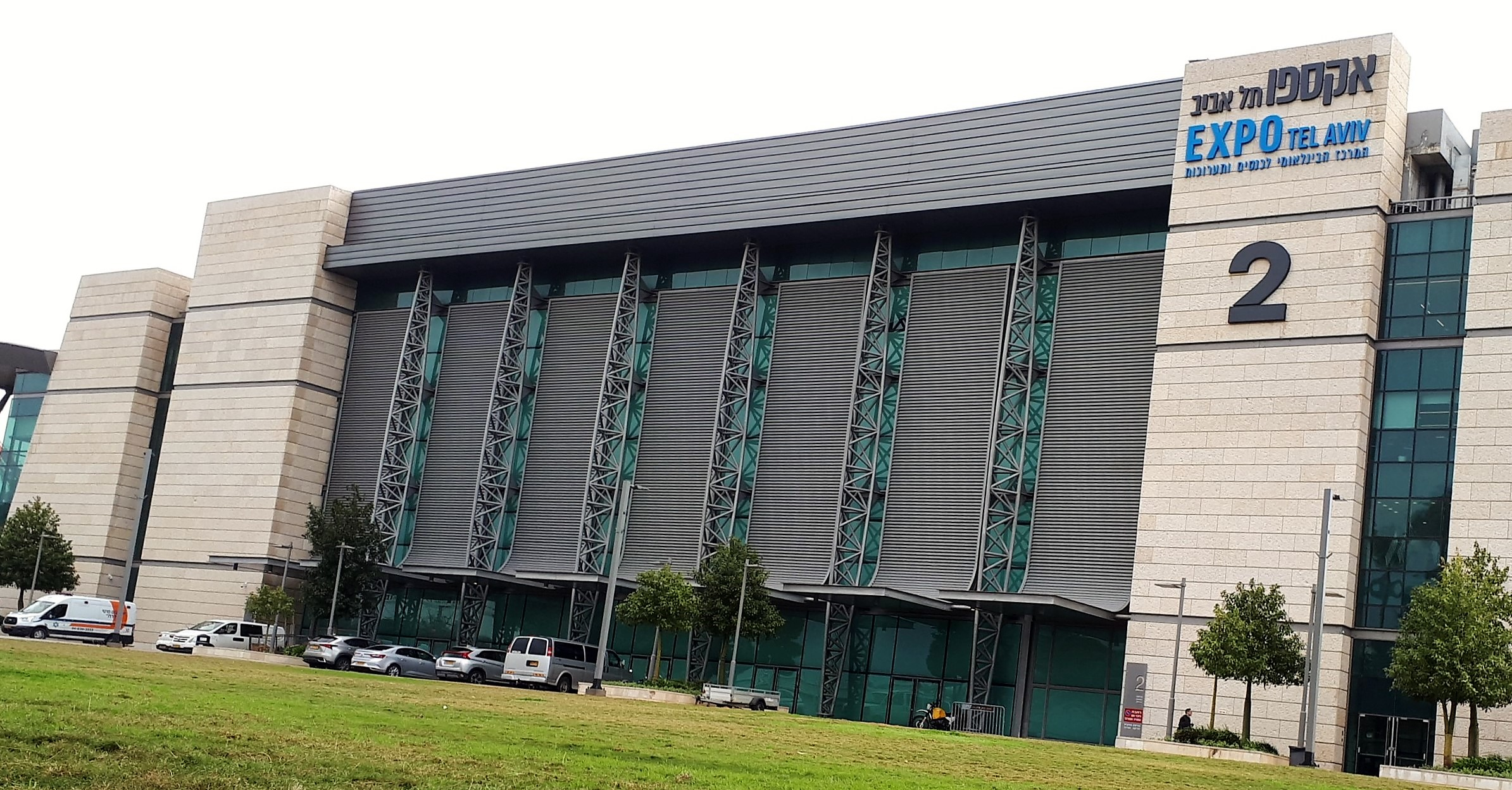
Pabellón 2 del Expo Tel Aviv, sede del festival.

Durante la rueda de prensa tras la victoria de Netta en el certamen de 2018, el supervisor ejecutivo de Eurovisión, Jon Ola Sand, hizo entrega de la invitación de acogida, así como del dosier de organizador del siguiente festival, a la televisión pública israelí, KAN.
El 13 de mayo de 2018, el primer ministro israelí, Benjamín Netanyahu, declaró en su cuenta de Instagram que el Festival de la Canción de Eurovisión 2019 se celebraría en Jerusalén. No obstante, este era un asunto que debía ser confirmado oficialmente por la Unión Europea de Radiodifusión y la televisión de Israel.
La Municipalidad de Jerusalén sugirió dos posibles recintos: el Pais Arena Jerusalem, con un aforo de 15 654 espectadores, y el Estadio Teddy Kollek, con una capacidad de 31 000 espectadores, el cual debería ser techado.
La cadena de televisión portuguesa RTP, anfitriona del Festival de Eurovisión 2018, manifestó su capacidad financiera para asegurar la realización del certamen en caso de que la UER y el ente público israelí KAN no llegasen a un acuerdo sobre la sede que asegurase la seguridad de las delegaciones participantes así como de todos los asistentes al evento.
Según algunos medios de comunicación israelíes, la UER trasladó a la televisión israelí que si los países participantes no estaban de acuerdo en que se celebrese en Jerusalén, debido a la disputa con Palestina sobre su estatus de capital de Israel, el festival se celebraría en otra ciudad.
Tras la incertidumbre creada en torno a Jerusalén como posible sede, la ciudad de Haifa anunció la presentación de una candidatura formal, ofreciendo el Estadio Sammy Ofer como recinto potencial. El Estadio Sammy Ofer, con capacidad de 30 000 espectadores, debería ser techado para acoger el certamen. A continuación, se anunció que se llevaría a cabo un proceso de licitación en el que, además de a Haifa, se invitó a presentar candidatura formal a Jerusalén, Tel Aviv y Eilat. El primer ministro Netanyahu declaró entonces que el gobierno israelí respetaría «cualquier decisión» de designación de la sede que tome la UER, desdiciéndose de su insistencia anterior por Jerusalén.
El 19 de junio de 2018, se produjo un encuentro en la sede de la Unión Europea de Radiodifusión de Ginebra, donde Kan se reunió con miembros de la UER y con representantes de anteriores países anfitriones (incluyendo Reino Unido, Países Bajos e Italia) para aclarar aspectos sobre la edición de 2019. Estos recibieron un informe de la radiodifusora nacional portuguesa Radio y Televisión de Portugal (RTP), que organizó el Festival en 2018, sobre la organización y los requisitos necesarios para ser los anfitriones. Finalmente, la reunión llegó a buen puerto, siendo Israel oficialmente confirmado como el país organizador (después de las polémicas noticias que afirmaban que Austria, que se clasificó en tercer lugar en 2018 y organizó el Festival en 2015, sería la alternativa a Israel como país anfitrión) y estableciendo que las decisiones sobre la ciudad sede y las fechas de las semifinales y la final sería anunciadas en septiembre de 2018.
Kan formalizó la apertura del proceso de licitación el 24 de junio de 2018. Aunque inicialmente se consideró a Jerusalén como favorita, las complicaciones con la observación del Shabat y los potenciales boicots, junto con la dimisión del alcalde de Jerusalén Nir Barkat, crearon dudas sobre su candidatura. Un oficial superior del Ministerio de Finanzas israelí declaró el 24 de junio al diario israelí Haaretz que Tel Aviv era la sede más probable, siendo el Pabellón 2 del Centro de Convenciones de Tel Aviv (posteriormente renombrado Expo Tel Aviv) el recinto adecuado, en lugar del previamente considerado Menora Mivtachim Arena. A diferencia del Mivtachim Arena, el Centro de Convenciones puede acoger hasta 10 000 espectadores en vivo, por encima del mínimo exigido de 8000.
El 26 de junio de 2018, Dov Litvinoff, alcalde del Concejo Regional de Tamar, anunció el envío de una candidatura del yacimiento arqueológico de Masada. Aunque no se considera una ciudad habitada, ha acogido conciertos de hasta 20 000 personas al aire libre (las condiciones de la UER exigen un recinto techado).
El 10 de julio de 2018, Kan abrió el plazo para que los ayuntamientos enviasen de manera formal sus proyectos antes del 17 de julio. Además, hizo públicos los requisitos técnicos que deben cumplir las ciudades y los recintos candidatos a acoger el festival:
- El recinto sede debe estar techado y debe tener un aforo de entre 8000 y 12 000 espectadores entre asientos y platea con asistentes de pie.
- El recinto sede debe estar disponible desde al menos dos meses antes para la construcción del escenario y la adecuación del edificio.
- El centro de prensa debe poder acomodar al menos 1550 periodistas de todo el mundo.
- El centro de prensa debe estar disponible al menos dos semanas.
- La ciudad sede debe proporcionar una capacidad hotelera de al menos 3000 habitaciones para recibir a delegaciones, periodistas y espectadores.
- La ciudad se debe comprometer a producir de manera normalizada la gran final, además de todos los ensayos y trabajos técnicos planificados para los fines de semana, a pesar de coincidir con el Shabat.

Según se dio a conocer el 22 de julio de 2018, ni Haifa ni Masada habían presentado finalmente su candidatura formal dentro del plazo estipulado, quedando Eilat, Jerusalén, y Tel Aviv como candidatas oficiales. Se dio a conocer que la candidatura Jerusalén presentaba el Pais Arena en lugar del Estadio Teddy como recinto predilecto, que la candidatura de Tel Aviv confirmaba el Pabellón 2 del Centro de Convenciones en lugar del Mivtachim Arena, y que la candidatura de Eilat proponía unir dos hangares de su puerto mediante un nuevo pabellón.
El 24 de julio, el diplomático israelí Michael Oren, cercano al primer ministro Netanyahu, afirmó que Jerusalén no cumplía todos los requisitos de la UER para acoger el festival, confirmando a Tel Aviv como candidatura favorita. Poco después, distintos medios israelíes señalaron que el gobierno israelí no estaba dispuesto a pagar la fianza de 12 millones de euros necesaria antes del 1 de agosto para garantizar la celebración del certamen, y la Kan alcanzó un acuerdo con la UER para ampliar el plazo hasta el 14 de agosto y poder continuar las negociaciones. El 12 de agosto, en ausencia todavía de un acuerdo con el gobierno, la Kan amenazó con renunciar a acoger el evento si el ejecutivo no depositaba la fianza dentro de 48 horas. Netanyahu, por su parte, amenazó con cerrar el ente público si renunciaba a acoger el festival, argumentando que la fianza debía salir de los 178 millones de presupuesto anual de la radiodifusora. La UER señaló tener establecidos planes alternativos en caso de que una televisión pública no pueda cumplir con los requisitos mínimos. Finalmente, el 14 de agosto, se llegó a un acuerdo por el cual la Kan adquirió un préstamo bancario de 12 millones de euros transferidos a la UER, con el aval de que el Ministerio de Finanzas se hará cargo de cancelar el préstamo en caso extremo de que por cualquier motivo el evento no se celebre en Israel.
Tras la inspección por parte de la UER de los tres potenciales recintos, el 30 de agosto de 2018 se decidió que la candidatura de Eilat quedara eliminada, quedando Jerusalén y Tel Aviv como finalistas. El 7 de septiembre, la prensa israelí avanzó que el festival se celebraría en Tel Aviv los días 21, 23 y 25 de mayo de 2019, aunque sin oficialización a falta de que la decisión pasase por los distintos estamentos del Estado israelí.
Finalmente, el 13 de septiembre de 2018, la UER anunció que Tel Aviv había sido seleccionada como sede.

#### Candidaturas oficiales
Ciudades finalistas      Ciudad sede      Ciudad eliminada en primera fase
| Eilat     | Hangares del Puerto de Eilat | 10 000 | La candidatura dependía de la construcción de un pabellón que conectaría dos hangares existentes del puerto. | La candidatura dependía de la construcción de un pabellón que conectaría dos hangares existentes del puerto. | La candidatura dependía de la construcción de un pabellón que conectaría dos hangares existentes del puerto. |
| Jerusalén | Pais Arena Jerusalem         | 15 654 | – | | |
| Tel Aviv  | Expo Tel Aviv (Pabellón 2)   | 10 000 | – | | |

### Fechas
El 13 de septiembre de 2018, en el mismo anuncio en el que se confirmó que Tel Aviv sería la ciudad sede, se desvelaron las fechas de las semifinales, que se fijaron para el 14 y el 16 de mayo de 2019, y la de la final, que sería el 18 de mayo.

### Identidad visual
Como es costumbre, como acompañamiento del isotipo genérico de Eurovisión, la organización de esta edición creó una identidad visual propia para el desarrollo del Festival, la cual fue presentada el 8 de enero de 2019. El emblema principal de esta identidad gráfica mostraba tres formas triangulares que al unirse formaban una estrella dorada. Según palabras de la KAN, el triángulo «es un símbolo que se encuentra de manera universal en el arte, la cosmología, y la naturaleza, representando conectividad y creatividad. Cuando los triángulos se unen y combinan, se convierten en un nuevo símbolo que refleja el cielo estelar infinito, como las estrellas del futuro que se reúnen en Tel Aviv para el festival». El logotipo acompañó al lema «Dare to dream» («Atrevete a soñar» en español). La infografía, la decoración y el merchandising entre otros aspectos giraron en torno a este concepto artístico.
El logotipo se inspiró en el diseño del escenario, que fue encargado al escenógrafo alemán Florian Wieder, quien ya había estado detrás de la creación de los escenarios de Eurovisión en cinco ocasiones (2011, 2012, 2015, 2017 y 2018), además de trabajar en varias galas de premios de la MTV o el concurso The X Factor, entre otros. El escenario, simétrico, constó de una plataforma principal con forma de diamante y cuatro pasarelas conectadas con dos podios con forma de prisma y dos puentes con escaleras. El techo del escenario estuvo decorado con un sistema móvil de 300 triángulos, los cuales inspiraron el logo, y hubo pantallas led con proyección de imágenes tanto en el suelo como en el fondo del escenario.
Durante el festival, cada actuación estuvo precedida por un breve vídeo de introducción (conocido como «postcard» o «postal»). Los vídeos, grabados en diversas localizaciones de Israel, mostraron a los artistas participantes bailando junto a profesionales israelíes de la danza de distintos estilos.

## Países participantes
El 7 de noviembre de 2018, la UER anunció que 42 serían los países que participarían en el concurso, con la ausencia de Bulgaria debido a problemas financieros. Sin embargo, la retirada de Ucrania tras una serie de polémicas en su final nacional a finales de febrero de 2019 (véase el subapartado «Retirada de Ucrania» en el apartado «Controversia»), hizo que finalmente fueran 41 los participantes confirmados.

### Canciones y selección
| País TV                   | Título original de la canción  | Artista                         | Proceso y fecha de selección                                                         |
| País TV                   | Traducción del título          | Idioma                          | Proceso y fecha de selección                                                         |
| ------------------------- | ------------------------------ | ------------------------------- | ------------------------------------------------------------------------------------ |
| Albania RTSH              | «Ktheju tokës»                 | Jonida Maliqi                   | Festivali i Këngës 57, 22-12-2018 (Presentación de la versión final, 10-03-2019)     |
| Albania RTSH              | «Regresa a tu tierra»          | Albanés                         | Festivali i Këngës 57, 22-12-2018 (Presentación de la versión final, 10-03-2019)     |
| Alemania NDR              | «Sister»                       | S!sters                         | Unser Lied für Israel, 22-02-2019                                                    |
| Alemania NDR              | «Hermana»                      | Inglés                          | Unser Lied für Israel, 22-02-2019                                                    |
| Armenia AMPTV             | «Walking Out»                  | Srbuk                           | Presentación de la canción, 10-03-2019 (Cantante elegida internamente, 30-11-2018)   |
| Armenia AMPTV             | «Me marcho»                    | Inglés                          | Presentación de la canción, 10-03-2019 (Cantante elegida internamente, 30-11-2018)   |
| Australia SBS             | «Zero Gravity»                 | Kate Miller-Heidke              | Eurovision: Australia Decides 2019, 09-02-2019                                       |
| Australia SBS             | «Gravedad cero»                | Inglés                          | Eurovision: Australia Decides 2019, 09-02-2019                                       |
| Austria ORF               | «Limits»                       | Pænda                           | Presentación de la canción, 08-03-2019 (Cantante elegida internamente, 29-01-2019)   |
| Austria ORF               | «Límites»                      | Inglés                          | Presentación de la canción, 08-03-2019 (Cantante elegida internamente, 29-01-2019)   |
| Azerbaiyán İTV            | «Truth»                        | Chingiz                         | Elección interna, 08-03-2019                                                         |
| Azerbaiyán İTV            | «Verdad»                       | Inglés                          | Elección interna, 08-03-2019                                                         |
| Bélgica RTBF              | «Wake up»                      | Eliot                           | Presentación de la canción, 28-02-2019 (Cantante elegido internamente, 15-01-2019)   |
| Bélgica RTBF              | «Despierta»                    | Inglés                          | Presentación de la canción, 28-02-2019 (Cantante elegido internamente, 15-01-2019)   |
| Bielorrusia BRTC          | «Like it»                      | Zena                            | EuroFest 2019, 07-03-2019                                                            |
| Bielorrusia BRTC          | «Me gusta»                     | Inglés                          | EuroFest 2019, 07-03-2019                                                            |
| Chipre CyBC               | «Replay»                       | Tamta                           | Presentación de la canción, 05-03-2019 (Cantante elegido internamente, 21-12-2018)   |
| Chipre CyBC               | «Repetición»                   | Inglés                          | Presentación de la canción, 05-03-2019 (Cantante elegido internamente, 21-12-2018)   |
| Croacia HRT               | «The Dream»                    | Roko                            | Dora 2019, 16-02-2019                                                                |
| Croacia HRT               | «El sueño»                     | Inglés y croata                 | Dora 2019, 16-02-2019                                                                |
| Dinamarca DR              | «Love is Forever»              | Leonora                         | Dansk Melodi Grand Prix 2019, 23-02-2019                                             |
| Dinamarca DR              | «El amor es para siempre»      | Inglés, francés, danés y alemán | Dansk Melodi Grand Prix 2019, 23-02-2019                                             |
| Eslovenia RTVSLO          | «Sebi»                         | Zala Kralj & Gašper Šantl       | Evrovizijska Melodija 2019, 16-02-2019                                               |
| Eslovenia RTVSLO          | «Para sí»                      | Esloveno                        | Evrovizijska Melodija 2019, 16-02-2019                                               |
| España RTVE               | «La venda»                     | Miki                            | Operación Triunfo 2018, 20-01-2019 (Presentación de la versión final, 07-03-2019)    |
| España RTVE               | -                              | Español                         | Operación Triunfo 2018, 20-01-2019 (Presentación de la versión final, 07-03-2019)    |
| Estonia ERR               | «Storm»                        | Victor Crone                    | Eesti Laul 2019, 16-02-2019                                                          |
| Estonia ERR               | «Tormenta»                     | Inglés                          | Eesti Laul 2019, 16-02-2019                                                          |
| Finlandia Yle             | «Look Away»                    | Darude ft. Sebastian Rejman     | Uuden Musikiin Kilpailu 2019, 02-03-2019 (Cantante elegido internamente, 29-01-2019) |
| Finlandia Yle             | «Mira hacia otro lado»         | Inglés                          | Uuden Musikiin Kilpailu 2019, 02-03-2019 (Cantante elegido internamente, 29-01-2019) |
| Francia France 2          | «Roi»                          | Bilal Hassani                   | Destination Eurovision 2019, 26-01-2019                                              |
| Francia France 2          | «Rey»                          | Francés e inglés                | Destination Eurovision 2019, 26-01-2019                                              |
| Georgia GPB               | «Keep On Going»                | Oto Nemsadze                    | Georgian Idol 8, 03-03-2019                                                          |
| Georgia GPB               | «Sigo adelante»                | Georgiano y abjasio             | Georgian Idol 8, 03-03-2019                                                          |
| Grecia ERT                | «Better Love»                  | Katerine Duska                  | Elección interna, 14-02-2019 (Presentación de la canción, 06-03-2019)                |
| Grecia ERT                | «Mejor amor»                   | Inglés                          | Elección interna, 14-02-2019 (Presentación de la canción, 06-03-2019)                |
| Hungría MTVA              | «Az én apám»                   | Joci Pápai                      | A Dal 2019, 23-02-2019                                                               |
| Hungría MTVA              | «Mi padre»                     | Húngaro                         | A Dal 2019, 23-02-2019                                                               |
| Irlanda RTÉ               | «22»                           | Sarah McTernan                  | Elección interna, 08-03-2019                                                         |
| Irlanda RTÉ               | -                              | Inglés                          | Elección interna, 08-03-2019                                                         |
| Islandia RÚV              | «Hatrið mun sigra»             | Hatari                          | Söngvakeppnin 2019, 02-03-2019                                                       |
| Islandia RÚV              | «El odio prevalecerá»          | Islandés                        | Söngvakeppnin 2019, 02-03-2019                                                       |
| Israel IPBC               | «Home»                         | Kobi Marimi                     | HaKokhav HaBa L’Eurovizion 2019, 12-02-2019 (Presentación de la canción, 10-03-2019) |
| Israel IPBC               | «Hogar»                        | Inglés                          | HaKokhav HaBa L’Eurovizion 2019, 12-02-2019 (Presentación de la canción, 10-03-2019) |
| Italia RAI                | «Soldi»                        | Mahmood                         | Sanremo 2019, 09-02-2019                                                             |
| Italia RAI                | «Dinero»                       | Italiano y árabe                | Sanremo 2019, 09-02-2019                                                             |
| Letonia LTV               | «That Night»                   | Carousel                        | Supernova 2019, 16-02-2019                                                           |
| Letonia LTV               | «Aquella noche»                | Inglés                          | Supernova 2019, 16-02-2019                                                           |
| Lituania LRT              | «Run with the Lions»           | Jurijus                         | Eurovizijos Atranka Nacionalije 2019, 23-02-2019                                     |
| Lituania LRT              | «Corre con los leones»         | Inglés                          | Eurovizijos Atranka Nacionalije 2019, 23-02-2019                                     |
| Macedonia del Norte MKRTV | «Proud»                        | Tamara Todevska                 | Presentación de la canción, 08-03-2019 (Elección interna, 25-01-2019)                |
| Macedonia del Norte MKRTV | «Orgullosa»                    | Inglés                          | Presentación de la canción, 08-03-2019 (Elección interna, 25-01-2019)                |
| Malta PBS                 | «Chameleon»                    | Michela                         | X Factor Malta I, 26-01-2019 (Presentación de la canción, 10-03-2019)                |
| Malta PBS                 | «Camaleón»                     | Inglés                          | X Factor Malta I, 26-01-2019 (Presentación de la canción, 10-03-2019)                |
| Moldavia TRM              | «Stay»                         | Anna Odobescu                   | O Melodie Pentru Europa 2019, 02-03-2019                                             |
| Moldavia TRM              | «Quédate»                      | Inglés                          | O Melodie Pentru Europa 2019, 02-03-2019                                             |
| Montenegro RTCG           | «Heaven»                       | D Mol                           | Montevizija 2019, 09-02-2019 (Presentación de la versión final, 09-03-2019)          |
| Montenegro RTCG           | «Cielo»                        | Inglés                          | Montevizija 2019, 09-02-2019 (Presentación de la versión final, 09-03-2019)          |
| Noruega NRK               | «Spirit in the Sky»            | KEiiNO                          | Norsk Melodi Grand Prix 2019, 02-03-2019                                             |
| Noruega NRK               | «Espíritu en el cielo»         | Inglés y sami                   | Norsk Melodi Grand Prix 2019, 02-03-2019                                             |
| Países Bajos AVROTROS     | «Arcade»                       | Duncan Laurence                 | Presentación de la canción, 07-03-2019 (Cantante elegido internamente, 21-01-2019)   |
| Países Bajos AVROTROS     | -                              | Inglés                          | Presentación de la canción, 07-03-2019 (Cantante elegido internamente, 21-01-2019)   |
| Polonia TVP               | «Fire of Love (Pali się)»      | Tulia                           | Presentación de la canción, 08-03-2019 (Cantantes elegidas internamente, 15-02-2019) |
| Polonia TVP               | «Fuego de amor»                | Polaco e inglés                 | Presentación de la canción, 08-03-2019 (Cantantes elegidas internamente, 15-02-2019) |
| Portugal RTP              | «Telemóveis»                   | Conan Osíris                    | Festival da Canção 2019, 02-03-2019                                                  |
| Portugal RTP              | «Teléfonos móviles»            | Portugués                       | Festival da Canção 2019, 02-03-2019                                                  |
| Reino Unido BBC           | «Bigger than Us»               | Michael Rice                    | Eurovision: You Decide 2019, 08-02-2019                                              |
| Reino Unido BBC           | «Más grande que nosotros»      | Inglés                          | Eurovision: You Decide 2019, 08-02-2019                                              |
| República Checa ČT        | «Friend of a Friend»           | Lake Malawi                     | Eurovision Song CZ 2019, 28-01-2019 (Presentación de la versión final, 08-03-2019)   |
| República Checa ČT        | «Amiga de un amigo»            | Inglés                          | Eurovision Song CZ 2019, 28-01-2019 (Presentación de la versión final, 08-03-2019)   |
| Rumania TVR               | «On a Sunday»                  | Ester Peony                     | Selecţia Naţională 2019, 17-02-2019 (Presentación de la versión final, 10-03-2019)   |
| Rumania TVR               | «En un domingo»                | Inglés                          | Selecţia Naţională 2019, 17-02-2019 (Presentación de la versión final, 10-03-2019)   |
| Rusia RTR                 | «Scream»                       | Sergey Lazarev                  | Presentación de la canción, 09-03-2019 (Cantante elegido internamente, 07-02-2019)   |
| Rusia RTR                 | «Gritan»                       | Inglés                          | Presentación de la canción, 09-03-2019 (Cantante elegido internamente, 07-02-2019)   |
| San Marino SMRTV          | «Say Na Na Na»                 | Serhat                          | Presentación de la canción, 07-03-2019 (Cantante elegido internamente, 21-01-2019)   |
| San Marino SMRTV          | «Di na, na, na»                | Inglés y turco                  | Presentación de la canción, 07-03-2019 (Cantante elegido internamente, 21-01-2019)   |
| Serbia RTS                | «Kruna» (Круна)                | Nevena Božović                  | Beovizija 2019, 03-03-2019                                                           |
| Serbia RTS                | «Corona»                       | Serbio e inglés                 | Beovizija 2019, 03-03-2019                                                           |
| Suecia SVT                | «Too Late for Love»            | John Lundvik                    | Melodifestivalen 2019, 09-03-2019                                                    |
| Suecia SVT                | «Demasiado tarde para el amor» | Inglés                          | Melodifestivalen 2019, 09-03-2019                                                    |
| Suiza SRG SSR             | «She Got Me»                   | Luca Hänni                      | Elección interna, 07-03-2019                                                         |
| Suiza SRG SSR             | «Ella me tiene»                | Inglés                          | Elección interna, 07-03-2019                                                         |

### Artistas que regresan
- Zena: fue una de las presentadoras del Festival de la Canción de Eurovisión Junior 2018, celebrado en Minsk, junto a Helena Meraai y Evgeny Perlin. Además, intentó representar a su país en el certamen infantil en 2015 y 2016.
- Jacques Houdek, representante de Croacia en el Festival de Eurovisión 2017, regresa como corista de Roko.
- Mikel Hennet: representó a España en 2007 formando parte del grupo D'Nash, obteniendo la vigésima posición. En 2019 regresa como corista de España.[109]
- Stig Rästa: representó a Estonia en 2015 junto a Elina Born, obteniendo la séptima posición. En 2019 regresará como corista y compositor de la canción de Estonia.[110]
- Emilie Satt: representó a Francia en 2018 formando parte del dúo Madame Monsieur. Será corista de Bilal Hassani.
- Mikheil «Misho» Javakhishvili: Formó parte del grupo de ethno-jazz Iriao, representantes de Georgia en 2018. Regresa como corista de Oto Nemsadze.
- Joci Pápai: representó a Hungría en Eurovisión 2017 con la canción Origo, obteniendo la octava posición.[111]
- Jurijus Veklenko: fue corista de los representantes de Lituania en 2013 y 2015.
- Tamara Todevska: representó a Macedonia del Norte en Eurovisión 2008 –cuando el país todavía era conocido como Antigua República Yugoslava de Macedonia – como parte del trío conformado por ella, Vrčak y Adrian Gaxha. Además fue corista de este país en 2004 y 2014.[112]
- Destiny Chukunyere, ganadora de Eurovision Junior 2015 por Malta. Se estrena en el formato sénior como corista vocal de Michela.
- Sahlene: representó a Estonia en 2002, regresará como corista para Reino Unido. También fue corista de Suecia en 1999, de Malta en 2000 y de Australia en 2016.
- Sergey Lazarev: representó a Rusia en Eurovisión 2016 con la canción «You Are The Only One», obteniendo la tercera posición, detrás de Australia y Ucrania.
- Serhat: representó a San Marino en 2016 con la canción «I Didn't Know», quedando en decimosegundo puesto en la primera semifinal, sin lograr clasificarse a la final.[113]
- Nevena Božović: representó a Serbia en el Festival de la Canción de Eurovisión Junior 2007, en el que acabó tercera, y también en el Festival de la Canción de Eurovisión 2013 dentro del grupo Moje 3, sin conseguir clasificarse para la final. Nevena se convirtió en la primera cantante que ha participado como solista en el Festival de Eurovisión Junior y en el Festival de la Canción de Eurovisión.

### Sorteo de semifinales
El sorteo para determinar la ubicación de los países participantes en cada una de las semifinales se celebró el 28 de enero de 2019 en el Museo de Arte de Tel Aviv. Los 35 países semifinalistas se repartieron en 6 bombos, basándose en tendencias históricas en las votaciones. El sorteo también determinó qué semifinal retransmitiría y en qué semifinal votaría cada uno de los países pertenecientes al Big Five (Alemania, España, Francia, Italia y Reino Unido), así como el país anfitrión (Israel).
| Bombo 1                                                                     | Bombo 2                                                         | Bombo 3                                                          | Bombo 4                                                         | Bombo 5                                                                | Bombo 6                                                     |
| --------------------------------------------------------------------------- | --------------------------------------------------------------- | ---------------------------------------------------------------- | --------------------------------------------------------------- | ---------------------------------------------------------------------- | ----------------------------------------------------------- |
| - Albania - Croacia - Eslovenia - Macedonia del Norte - Montenegro - Serbia | - Dinamarca - Estonia - Finlandia - Islandia - Noruega - Suecia | - Armenia - Azerbaiyán - Bielorrusia - Georgia - Rusia - Ucrania | - Australia - Irlanda - Letonia - Lituania - Polonia - Portugal | - Austria - Bélgica - República Checa - Hungría - Países Bajos - Suiza | - Chipre - Grecia - Malta - Moldavia - Rumania - San Marino |

| 1.ª semifinal 14 de mayo de 2019                                                                   | 1.ª semifinal 14 de mayo de 2019                                                        | 2.ª semifinal 16 de mayo de 2019                                                  | 2.ª semifinal 16 de mayo de 2019                                                                   |
| -------------------------------------------------------------------------------------------------- | --------------------------------------------------------------------------------------- | --------------------------------------------------------------------------------- | -------------------------------------------------------------------------------------------------- |
| 1ª mitad: Eslovenia Bielorrusia República Checa Montenegro Chipre Serbia Finlandia Polonia Hungría | 2ª mitad: Estonia Portugal San Marino Islandia Georgia Australia Bélgica Grecia Ucrania | 1ª mitad: Suiza Suecia Irlanda Austria Moldavia Letonia Rumania Dinamarca Armenia | 2ª mitad: Albania Azerbaiyán Macedonia del Norte Noruega Rusia Países Bajos Croacia Lituania Malta |
| Con derecho a voto: España Francia Israel                                                          | Con derecho a voto: España Francia Israel                                               | Con derecho a voto: Alemania Italia Reino Unido                                   | Con derecho a voto: Alemania Italia Reino Unido                                                    |

## Festival

### Semifinales

#### Semifinal 1

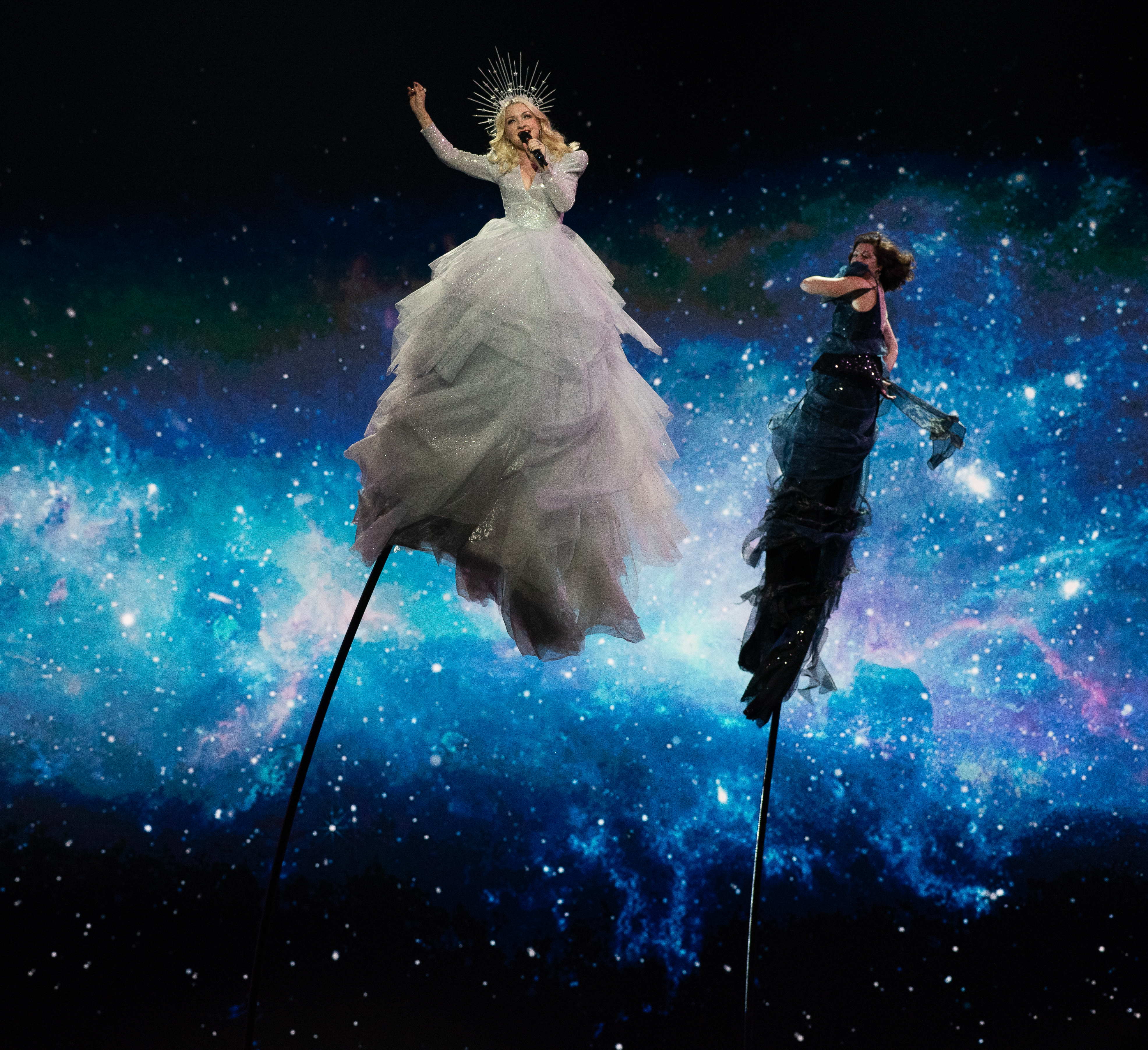
Kate Miller-Heidke, obtuvo el primer lugar de la primera semifinal con «Zero Gravity».

La primera semifinal del Festival de la Canción de Eurovisión 2019 se celebró el 14 de mayo de 2019 (21:00 CEST). Participaron 17 países y solo 10 pasaron a la Gran Final. Un total de 20 países tuvieron derecho a voto: los 17 participantes de esta serie más España, Francia e Israel, quienes ya se encontraban directamente clasificados al ser miembros de Big Five y el país anfitrión respectivamente.
La semifinal inició con la ganadora del año pasado, Netta Barzilai interpretando «Toy», tras lo cual aparecieron los presentadores y se dio paso a la presentación de las 17 canciones participantes. Una vez finalizada la interpretación de los 17 temas, comenzó la votación de 15 minutos, intervalo en el cual actuó la ganadora del festival de 1998, Dana International interpretando «Just the way you are». 
Los resultados de la semifinal, dados a conocer una vez terminado el festival, le otorgaron su segunda victoria en una semifinal a Australia, con la cantante Kate Miller-Heidke y el tema de pop lírico «Zero Gravity». La australiana, quien se convirtió en una de las favoritas en las casas de apuestas tras sus primeros ensayos, alcanzó un total de 261 puntos, a pesar de no haber ganado la votación del público ni del jurado, quienes la ubicaron en segunda y tercera posición, respectivamente. El segundo lugar lo obtuvo la banda checa Lake Malawi con 242 puntos, superando su mejor resultado, de hace un año. El podio lo completó el grupo Hatari en representación de Islandia, país que obtenía el pase al a final por primera vez en 4 años.    
| N.º | País            | Intérprete(s)               | Canción                   | Lugar | Puntos |
| --- | --------------- | --------------------------- | ------------------------- | ----- | ------ |
| 01  | Chipre          | Tamta                       | «Replay»                  | 9     | 149    |
| 02  | Montenegro      | D Mol                       | «Heaven»                  | 16    | 46     |
| 03  | Finlandia       | Darude ft. Sebastian Rejman | «Look Away»               | 17    | 23     |
| 04  | Polonia         | Tulia                       | «Fire of Love (Pali się)» | 11    | 120    |
| 05  | Eslovenia       | Zala Kralj & Gašper Šantl   | «Sebi»                    | 6     | 167    |
| 06  | República Checa | Lake Malawi                 | «Friend of a Friend»      | 2     | 242    |
| 07  | Hungría         | Joci Pápai                  | «Az én apám»              | 12    | 97     |
| 08  | Bielorrusia     | Zena                        | «Like It»                 | 10    | 122    |
| 09  | Serbia          | Nevena Božović              | «Kruna»                   | 7     | 156    |
| 10  | Bélgica         | Eliot                       | «Wake Up»                 | 13    | 70     |
| 11  | Georgia         | Oto Nemsadze                | «Keep On Going»           | 14    | 62     |
| 12  | Australia       | Kate Miller-Heidke          | «Zero Gravity»            | 1     | 261    |
| 13  | Islandia        | Hatari                      | «Hatrið mun sigra»        | 3     | 221    |
| 14  | Estonia         | Victor Crone                | «Storm»                   | 4     | 198    |
| 15  | Portugal        | Conan Osíris                | «Telemóveis»              | 15    | 51     |
| 16  | Grecia          | Katerine Duska              | «Better Love»             | 5     | 185    |
| 17  | San Marino      | Serhat                      | «Say Na Na Na»            | 8     | 150    |

##### Desglose semifinal 1
| Pos. | Jurado          | Puntos |
| ---- | --------------- | ------ |
| 1    | República Checa | 157    |
| 2    | Grecia          | 131    |
| 3    | Australia       | 121    |
| 4    | Chipre          | 95     |
| 5    | Serbia          | 91     |
| 6    | Bielorrusia     | 78     |
| 7    | Eslovenia       | 74     |
| 8    | Islandia        | 70     |
| 9    | Estonia         | 65     |
| 10   | Hungría         | 65     |
| 11   | Polonia         | 60     |
| 12   | Bélgica         | 50     |
| 13   | Montenegro      | 31     |
| 14   | Georgia         | 29     |
| 15   | San Marino      | 26     |
| 16   | Finlandia       | 9      |
| 17   | Portugal        | 8      |

| Pos. | Televoto        | Puntos |
| ---- | --------------- | ------ |
| 1    | Islandia        | 151    |
| 2    | Australia       | 140    |
| 3    | Estonia         | 133    |
| 4    | San Marino      | 124    |
| 5    | Eslovenia       | 93     |
| 6    | República Checa | 85     |
| 7    | Serbia          | 65     |
| 8    | Polonia         | 60     |
| 9    | Grecia          | 54     |
| 10   | Chipre          | 54     |
| 11   | Bielorrusia     | 44     |
| 12   | Portugal        | 43     |
| 13   | Georgia         | 33     |
| 14   | Hungría         | 32     |
| 15   | Bélgica         | 20     |
| 16   | Montenegro      | 15     |
| 17   | Finlandia       | 14     |

#### Semifinal 2

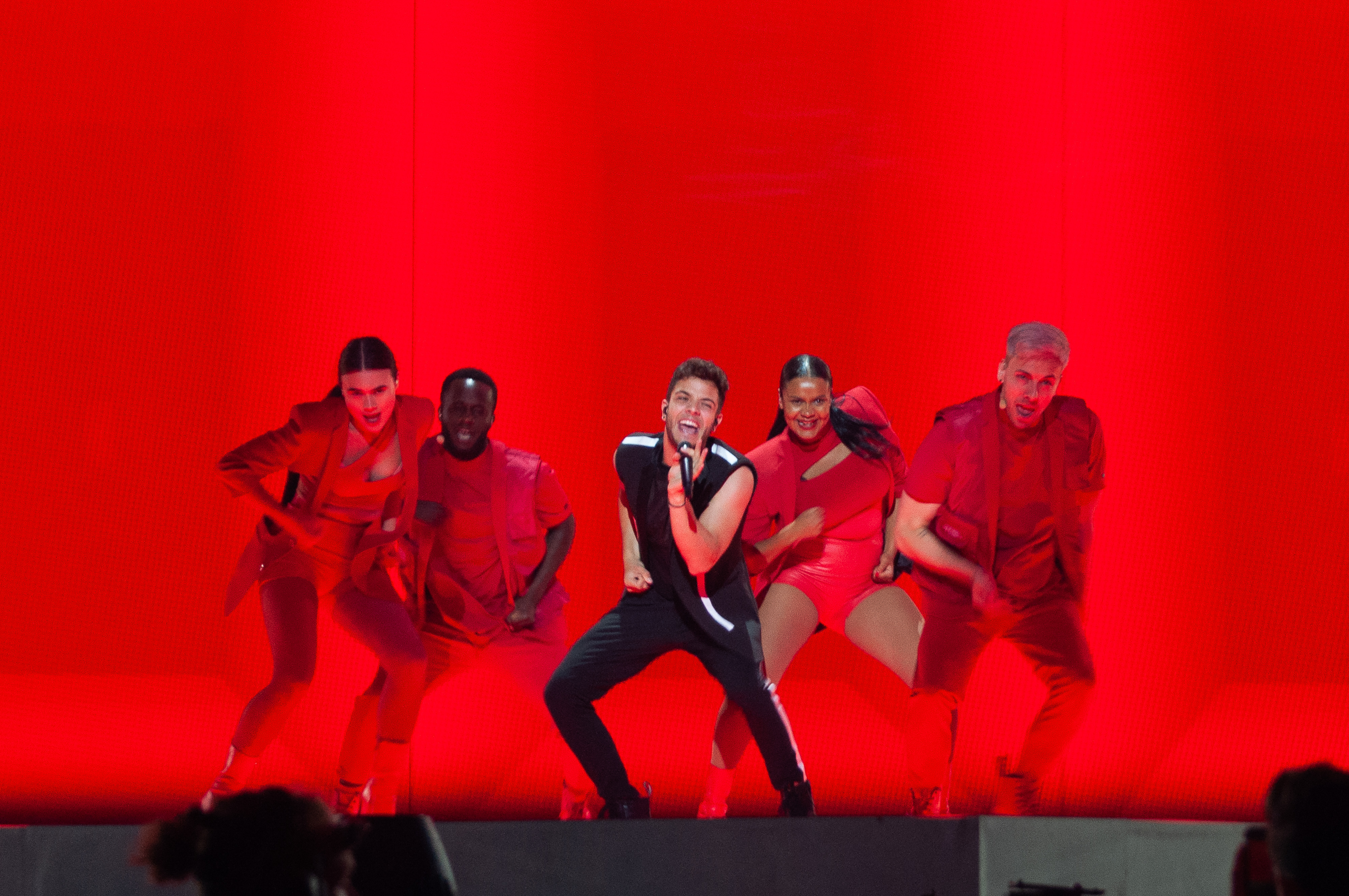
Luca Hänni, de Suiza, logró el primer pase a la final para el país centroeuropeo en cuatro años.

La segunda semifinal del Festival de la Canción de Eurovisión 2019 se celebró el 16 de mayo de 2019 (21:00 horas CEST). 18 países participaron en este evento, en busca de uno de los 10 puestos para la final. Un total de 21 países tuvieron derecho a voto en esta semifinal: los 18 participantes más Alemania, Italia y el Reino Unido, quienes ya se encontraban directamente clasificados al ser miembros de Big Five.
La semifinal inició con la aparición de los presentadores que dieron comienzo a la presentación de las 18 canciones participantes. El intervalo de quince minutos de votación fue amenizado por la banda Shalva, grupo participante de la preselección en Israel pero que se retiraron de la final por negarse a ensayar en Shabbat. El grupo interpretó «A Million Dreams» de la banda sonora de The Greatest Showman, siendo una de las presentaciones más elogiadas en el concurso.
Los resultados de la segunda semifinal, dados a conocer una vez terminado el festival, le dieron la victoria al máximo favorito en las apuestas, Duncan Laurence de Países Bajos. Su balada «Arcade» acumuló 280 puntos, pero que, al igual que en la primera semifinal, no ganó las votaciones del público ni del jurado. El segundo lugar fue para Tamara Todevska de Macedonia del Norte, quien con 239 puntos logró el mejor resultado histórico para su país, siendo además la ganadora de la votación del jurado profesional y cortando una racha de 6 eliminaciones consecutivas en semifinales. El top 5 de la semifinal lo completaron Suecia, Suiza y Azerbaiyán.
| N.º | País                | Intérprete(s)   | Canción              | Lugar | Puntos |
| --- | ------------------- | --------------- | -------------------- | ----- | ------ |
| 01  | Armenia             | Srbuk           | «Walking Out»        | 16    | 49     |
| 02  | Irlanda             | Sarah McTernan  | «22»                 | 18    | 16     |
| 03  | Moldavia            | Anna Odobescu   | «Stay»               | 12    | 85     |
| 04  | Suiza               | Luca Hänni      | «She Got Me»         | 4     | 232    |
| 05  | Letonia             | Carousel        | «That Night»         | 15    | 50     |
| 06  | Rumania             | Ester Peony     | «On a Sunday»        | 13    | 71     |
| 07  | Dinamarca           | Leonora         | «Love is Forever»    | 10    | 94     |
| 08  | Suecia              | John Lundvik    | «Too Late for Love»  | 3     | 238    |
| 09  | Austria             | Pænda           | «Limits»             | 17    | 21     |
| 10  | Croacia             | Roko Blažević   | «The Dream»          | 14    | 64     |
| 11  | Malta               | Michela         | «Chameleon»          | 8     | 157    |
| 12  | Lituania            | Jurijus         | «Run with the Lions» | 11    | 93     |
| 13  | Rusia               | Sergey Lazarev  | «Scream»             | 6     | 217    |
| 14  | Albania             | Jonida Maliqi   | «Ktheju tokës»       | 9     | 96     |
| 15  | Noruega             | KEiiNO          | «Spirit in the Sky»  | 7     | 210    |
| 16  | Países Bajos        | Duncan Laurence | «Arcade»             | 1     | 280    |
| 17  | Macedonia del Norte | Tamara Todevska | «Proud»              | 2     | 239    |
| 18  | Azerbaiyán          | Chingiz         | «Truth»              | 5     | 224    |

##### Desglose semifinal 2
| Pos. | Jurado              | Puntos |
| ---- | ------------------- | ------ |
| 1    | Macedonia del Norte | 155    |
| 2    | Suecia              | 150    |
| 3    | Países Bajos        | 140    |
| 4    | Malta               | 107    |
| 5    | Azerbaiyán          | 103    |
| 6    | Suiza               | 95     |
| 7    | Rusia               | 93     |
| 8    | Moldavia            | 58     |
| 9    | Dinamarca           | 53     |
| 10   | Rumania             | 47     |
| 11   | Noruega             | 40     |
| 12   | Albania             | 38     |
| 13   | Letonia             | 37     |
| 14   | Croacia             | 26     |
| 15   | Armenia             | 26     |
| 16   | Austria             | 21     |
| 17   | Lituania            | 16     |
| 18   | Irlanda             | 13     |

| Pos. | Televoto            | Puntos |
| ---- | ------------------- | ------ |
| 1    | Noruega             | 170    |
| 2    | Países Bajos        | 140    |
| 3    | Suiza               | 137    |
| 4    | Rusia               | 124    |
| 5    | Azerbaiyán          | 121    |
| 6    | Suecia              | 88     |
| 7    | Macedonia del Norte | 84     |
| 8    | Lituania            | 77     |
| 9    | Albania             | 58     |
| 10   | Malta               | 50     |
| 11   | Dinamarca           | 41     |
| 12   | Croacia             | 38     |
| 13   | Moldavia            | 27     |
| 14   | Rumania             | 24     |
| 15   | Armenia             | 23     |
| 16   | Letonia             | 13     |
| 17   | Irlanda             | 3      |
| 18   | Austria             | 0      |

### Final

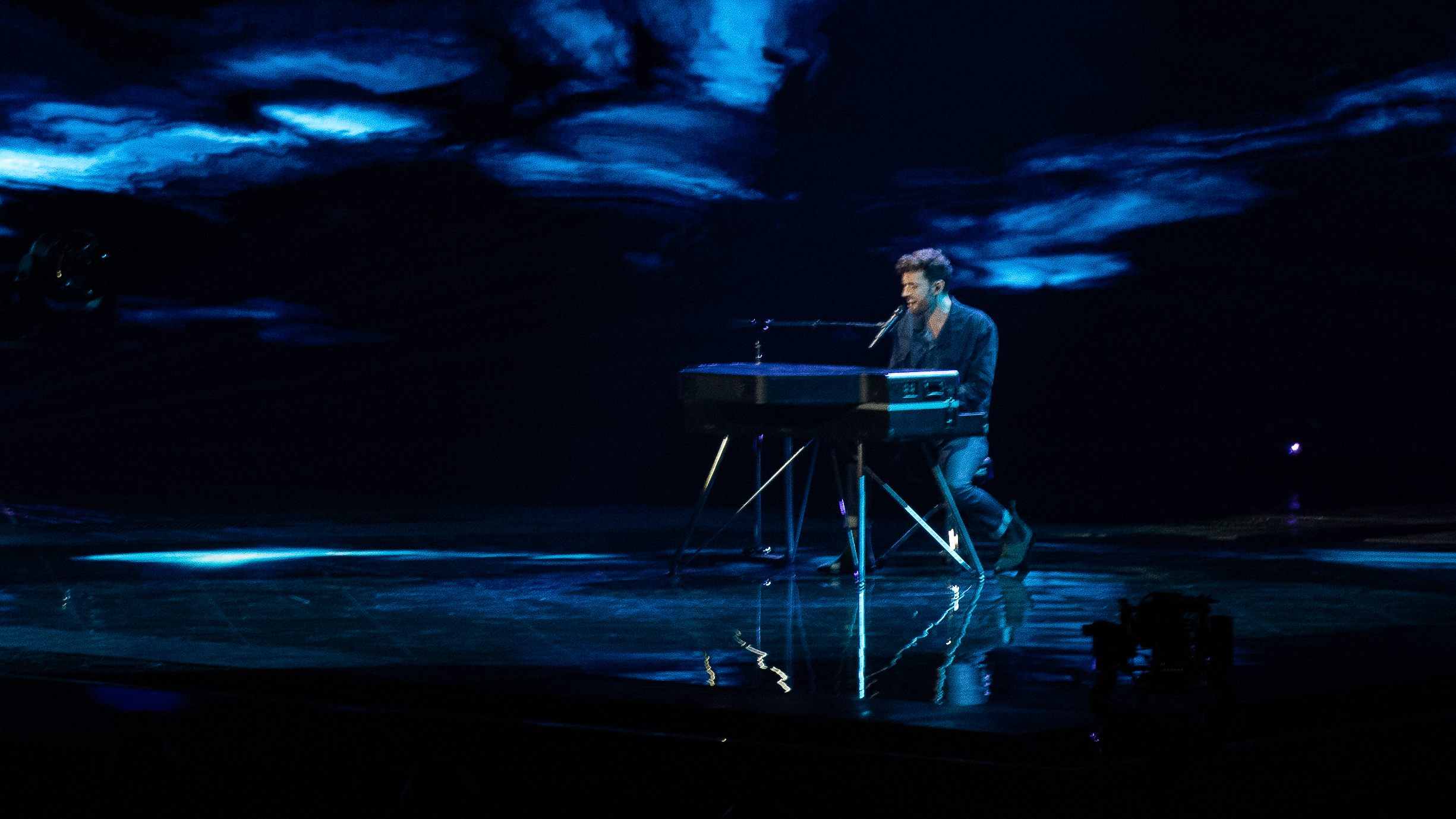
Duncan Laurence, de Países Bajos, logró el primer lugar del festival con 498 puntos, siendo la primera victoria neerlandesa en 44 años.

La final del Festival de la Canción de Eurovisión de 2019 se celebró el 18 de mayo y estuvo compuesta por los 20 clasificados de la primera y de la segunda semifinal, el «Big 5» (Alemania, España, Francia, Italia y Reino Unido) y el país anfitrión como ganador de la edición anterior, Israel.
Tal como pasó en las semifinales, el orden de actuación fue decidido por los productores tras conocerse la identidad de los 20 semifinalistas clasificados y determinarse por azar en qué mitad de la gala actuarían junto a los finalistas directos (primera mitad, del 1-13; o segunda mitad, del 14-26). Sin embargo, durante la reunión de jefes de delegación de los 41 países participantes, se determinó por sorteo que el anfitrión, Israel, actuase en la decimocuarta posición. El orden del resto de los participantes fue anunciado durante la madrugada del viernes 17 de mayo.
La final se abrió con el tradicional desfile de banderas de los 26 finalistas, y en donde intervinieron Nadav Guedj, Dana International e Ilanit. Tras esto, los presentadores dieron paso a las 26 actuaciones de los finalistas, iniciándose las votaciones del público una vez finalizadas todas las presentaciones. Durante el intervalo de votaciones y el conteo de los votos de los 41 participantes, la gala fue amenizada con un mix de Eleni Foureira («Dancing Lasha Tumbai»), Mans Zelmerlöw («Fuego»), Conchita Wurst («Heroes») y Verka Serduchka («Toy»), los cuales se unieron a Gali Atari, ganadora de 1979 por Israel. Además, se presentó Netta Barzilai con su sencillo «Nana Banana» y por último, la actuación estelar de Madonna, quien interpretó «Like a Prayer» y su nuevo sencillo «Future» con el rapero Quavo.
Las votaciones iniciaron con el anuncio de los votos del jurado profesional. Como sucede desde 2016, cada país, uno a uno, a través de un portavoz anunció los 12 puntos de su jurado profesional mientras que los restantes 10, 8-1 puntos se sumaron automáticamente en el marcador. Durante el inicio de estas votaciones, Suecia y Macedonia del Norte rápidamente comenzaron a liderar las votaciones, mientras que Países Bajos e Italia las seguían de cerca. Al final de la votación (y por un error en la votación de Bielorrusia), Suecia alcanzó el primer lugar del jurado con 239 puntos, mientras que Macedonia del Norte terminó segunda con 237 puntos y Países Bajos tercera con 231. Tras esto, se anunciaron los votos del público; a cada país finalistas, en el orden contrario a su clasificación en la votación del jurado, se le fue anunciada su puntuación final en la votación del televoto. Tras 23 países, Italia lideró la votación con 465 puntos (que por el error bielorruso debieron ser 472); sin embargo a Países Bajos le fueron otorgados 261 puntos que totalizaron 492, que lo llevaron al primer lugar de la tabla. Finalmente, fueron anunciados 58 puntos a Macedonia del Norte y 93 a Suecia, con lo cual se selló la quinta victoria neerlandesa en el concurso.
Duncan Laurence de Países Bajos, una vez corregidos los votos días después de finalizado el concurso, consiguió 498 puntos, siendo la primera victoria del país en 44 años. Su balada «Arcade», compuesta por él mismo junto a Joel Sjöö, Wouter Hardy y Will Knox, era considerada la máxima favorita para la victoria según las casas de apuestas desde que fue publicada en el mes de marzo. El neerlandés se convirtió en el segundo ganador de la historia en no ganar la votación del público o del jurado profesional, quienes lo colocaron en segundo y tercer lugar, respectivamente. [cita requerida] Este caso también sucedió en su semifinal, con lo cual se convirtió en el primer participante de la historia en ganar el concurso sin vencer en ninguna de las votaciones de jurado o público tanto de semifinales como de la final. El segundo lugar recayó en otro de los favoritos del concurso, Mahmood de Italia con la canción trap «Soldi» que combinaba el italiano con un par de líneas en árabe, siendo la primera vez que una canción de dicho género se presentaba al concurso. Con este resultado, Italia continuó su racha de buenos resultados desde su regreso en 2011, habiéndose clasificado en 7 de 9 de ocasiones dentro del Top 10. El podio lo completó Sergey Lazarev de Rusia con la balada épica «Scream», que marcó su segunda participación en el festival, y su segundo Top 3. El Top 5 lo completaron Suiza y Suecia.
| N.º | País                | Intérprete(s)             | Canción              | Lugar | Puntos |
| --- | ------------------- | ------------------------- | -------------------- | ----- | ------ |
| 01  | Malta               | Michela                   | «Chameleon»          | 14    | 107    |
| 02  | Albania             | Jonida Maliqi             | «Ktheju tokës»       | 17    | 90     |
| 03  | República Checa     | Lake Malawi               | «Friend of a Friend» | 11    | 157    |
| 04  | Alemania            | S!sters                   | «Sister»             | 25    | 24     |
| 05  | Rusia               | Sergey Lazarev            | «Scream»             | 3     | 370    |
| 06  | Dinamarca           | Leonora                   | «Love is Forever»    | 12    | 120    |
| 07  | San Marino          | Serhat                    | «Say Na Na Na»       | 19    | 77     |
| 08  | Macedonia del Norte | Tamara Todevska           | «Proud»              | 7     | 305    |
| 09  | Suecia              | John Lundvik              | «Too Late for Love»  | 5     | 334    |
| 10  | Eslovenia           | Zala Kralj & Gašper Šantl | «Sebi»               | 15    | 105    |
| 11  | Chipre              | Tamta                     | «Replay»             | 13    | 109    |
| 12  | Países Bajos        | Duncan Laurence           | «Arcade»             | 1     | 498    |
| 13  | Grecia              | Katerine Duska            | «Better Love»        | 21    | 74     |
| 14  | Israel              | Kobi Marimi               | «Home»               | 23    | 35     |
| 15  | Noruega             | KEiiNO                    | «Spirit in the Sky»  | 6     | 331    |
| 16  | Reino Unido         | Michael Rice              | «Bigger than Us»     | 26    | 11     |
| 17  | Islandia            | Hatari                    | «Hatrið mun sigra»   | 10    | 232    |
| 18  | Estonia             | Victor Crone              | «Storm»              | 20    | 76     |
| 19  | Bielorrusia         | Zena                      | «Like It»            | 24    | 31     |
| 20  | Azerbaiyán          | Chingiz                   | «Truth»              | 8     | 302    |
| 21  | Francia             | Bilal Hassani             | «Roi»                | 16    | 105    |
| 22  | Italia              | Mahmood                   | «Soldi»              | 2     | 472    |
| 23  | Serbia              | Nevena Božović            | «Kruna»              | 18    | 89     |
| 24  | Suiza               | Luca Hänni                | «She Got Me»         | 4     | 364    |
| 25  | Australia           | Kate Miller-Heidke        | «Zero Gravity»       | 9     | 284    |
| 26  | España              | Miki                      | «La venda»           | 22    | 54     |

#### Desglose de votación
| Pos. | País                | Puntos |
| ---- | ------------------- | ------ |
| 1    | Macedonia del Norte | 247    |
| 2    | Suecia              | 241    |
| 3    | Países Bajos        | 237    |
| 4    | Italia              | 219    |
| 5    | Azerbaiyán          | 202    |
| 6    | Australia           | 153    |
| 7    | Suiza               | 152    |
| 8    | República Checa     | 150    |
| 9    | Rusia               | 126    |
| 10   | Malta               | 87     |
| 11   | Chipre              | 77     |
| 12   | Dinamarca           | 69     |
| 13   | Francia             | 67     |
| 14   | Grecia              | 50     |
| 15   | Eslovenia           | 46     |
| 16   | Islandia            | 46     |
| 17   | Albania             | 43     |
| 18   | Noruega             | 40     |
| 19   | Serbia              | 35     |
| 20   | Estonia             | 28     |
| 21   | Alemania            | 24     |
| 22   | Bielorrusia         | 18     |
| 23   | San Marino          | 12     |
| 24   | Reino Unido         | 8      |
| 25   | España              | 1      |
| 26   | Israel              | 0      |

| Pos. | País                | Puntos |
| ---- | ------------------- | ------ |
| 1    | Noruega             | 291    |
| 2    | Países Bajos        | 261    |
| 3    | Italia              | 253    |
| 4    | Rusia               | 244    |
| 5    | Suiza               | 212    |
| 6    | Islandia            | 186    |
| 7    | Australia           | 131    |
| 8    | Azerbaiyán          | 100    |
| 9    | Suecia              | 93     |
| 10   | San Marino          | 65     |
| 11   | Eslovenia           | 59     |
| 12   | Macedonia del Norte | 58     |
| 13   | Serbia              | 54     |
| 14   | España              | 53     |
| 15   | Dinamarca           | 51     |
| 16   | Estonia             | 48     |
| 17   | Albania             | 47     |
| 18   | Francia             | 38     |
| 19   | Israel              | 35     |
| 20   | Chipre              | 32     |
| 21   | Grecia              | 24     |
| 22   | Malta               | 20     |
| 23   | Bielorrusia         | 13     |
| 24   | República Checa     | 7      |
| 25   | Reino Unido         | 3      |
| 26   | Alemania            | 0      |

#### Jurado
| Malta               | 75  | 0  | 10 |    | 5  | 0  | 8  | 6  | 0  | 4  | 0  | 0  | 0  | 0  | 8  | 0  | 0  | 1  | 0  | 4  | 0  | 3  | 0  | 6  | 3  | 0  | 2  | 0  | 0  | 0  | 0  | 0  | 5  | 1  | 3  | 0  | 0  | 1  | 0  | 1  | -  | Albania | 43 | 0 | 7 | 2 | 8 | 7 | 0 | 8 | 0 | 0 | 0 | 0 | 0 | 0 | 1 |  | 0 | 0 | 0 | 0 | 0 | 2 | 2 | 0 | 3 | 0 | 0 | 0 | 0 | 0 | 0 | 0 | 0 | 3 | 0 | 0 | 0 | 0 | 0 | 0 | 0 | 0 |
| República Checa     | 150 | 10 | 0  | 0  | 0  | 0  | 4  | 1  | 8  | 0  | 12 | 6  | 3  | 1  | 4  | 0  | 12 | 8  | 0  | 0  | 3  | 8  | 0  | 5  | 0  | 0  | 5  | 1  | 7  | 7  | 4  | 6  | 12 | 0  | 3  |    | 0  | 3  | 4  | 0  | 12 | 1       |    |   |   |   |   |   |   |   |   |   |   |   |   |   |   |  |   |   |   |   |   |   |   |   |   |   |   |   |   |   |   |   |   |   |   |   |   |   |   |   |   |   |
| Alemania            | 24  | 0  | 0  | 0  | 0  | 0  | 0  | 0  | 0  | 0  | 0  | 0  | 0  | 0  | 0  | 0  | 0  | 0  | 2  | 0  | 0  | 0  | 0  | 3  | 0  |    | 0  | 0  | 0  | 5  | 0  | 0  | 0  | 0  | 0  | 0  | 8  | 0  | 0  | 6  | 0  | 0       |    |   |   |   |   |   |   |   |   |   |   |   |   |   |   |  |   |   |   |   |   |   |   |   |   |   |   |   |   |   |   |   |   |   |   |   |   |   |   |   |   |   |
| Rusia               | 124 | 0  | 12 | 10 | 6  | 10 | 5  | 10 | 6  | 0  | 0  | 2  | 0  | 4  | 0  | 1  | 0  | 5  | 3  | 1  | 5  | 6  | 10 | 4  |    | 0  | 0  | 3  | 2  | 1  | 0  | 0  | 0  | 10 | 4  | 0  | 3  | 0  | 0  | 3  | 0  | 0       |    |   |   |   |   |   |   |   |   |   |   |   |   |   |   |  |   |   |   |   |   |   |   |   |   |   |   |   |   |   |   |   |   |   |   |   |   |   |   |   |   |   |
| Dinamarca           | 69  | 0  | 0  | 0  | 0  | 0  | 7  | 3  | 2  | 5  | 4  | 0  | 0  | 3  | 12 | 0  | 6  | 4  | 0  | 0  | 0  | 0  | 0  | 0  | 0  | 1  | 1  | 0  | 0  | 0  | 2  | 0  | 7  | 0  | 7  | 0  |    | 1  | 0  | 0  | 4  | 0       |    |   |   |   |   |   |   |   |   |   |   |   |   |   |   |  |   |   |   |   |   |   |   |   |   |   |   |   |   |   |   |   |   |   |   |   |   |   |   |   |   |   |
| San Marino          | 12  | 0  | 0  | 1  | 0  |    | 0  | 0  | 0  | 0  | 0  | 0  | 0  | 0  | 0  | 0  | 0  | 0  | 0  | 0  | 0  | 0  | 0  | 0  | 5  | 0  | 0  | 0  | 0  | 0  | 0  | 0  | 0  | 6  | 0  | 0  | 0  | 0  | 0  | 0  | 0  | 0       |    |   |   |   |   |   |   |   |   |   |   |   |   |   |   |  |   |   |   |   |   |   |   |   |   |   |   |   |   |   |   |   |   |   |   |   |   |   |   |   |   |   |
| Macedonia del Norte | 247 | 5  | 8  | 3  |    | 1  | 3  | 7  | 0  | 8  | 10 | 0  | 12 | 12 | 10 | 12 | 10 | 12 | 5  | 10 | 10 | 7  | 0  | 7  | 4  | 7  | 0  | 0  | 10 | 0  | 12 | 8  | 0  | 1  | 8  | 7  | 10 | 7  | 7  | 12 | 2  | 0       |    |   |   |   |   |   |   |   |   |   |   |   |   |   |   |  |   |   |   |   |   |   |   |   |   |   |   |   |   |   |   |   |   |   |   |   |   |   |   |   |   |   |
| Suecia              | 241 | 2  | 0  | 5  | 0  | 0  | 12 | 0  | 12 | 0  | 8  | 12 | 6  | 10 | 2  | 6  | 4  | 2  | 12 | 2  | 12 | 1  | 7  | 12 | 0  | 2  | 0  |    | 5  | 8  | 8  | 12 | 2  | 0  | 10 | 12 | 12 | 10 | 12 | 8  | 7  | 6       |    |   |   |   |   |   |   |   |   |   |   |   |   |   |   |  |   |   |   |   |   |   |   |   |   |   |   |   |   |   |   |   |   |   |   |   |   |   |   |   |   |   |
| Eslovenia           | 46  | 3  | 4  | 0  | 0  | 0  | 0  | 0  | 0  | 10 | 0  | 1  | 0  | 0  | 0  | 0  | 0  | 0  | 0  | 0  | 0  | 0  | 0  | 0  | 0  | 0  | 0  | 0  | 0  | 4  | 0  | 0  | 4  | 4  | 0  | 10 | 0  | 0  | 6  | 0  |    | 0       |    |   |   |   |   |   |   |   |   |   |   |   |   |   |   |  |   |   |   |   |   |   |   |   |   |   |   |   |   |   |   |   |   |   |   |   |   |   |   |   |   |   |
| Chipre              | 77  | 0  | 3  | 6  | 1  | 5  | 1  | 5  | 0  | 0  | 1  | 5  | 0  | 0  | 0  | 7  | 0  | 0  | 0  | 8  | 0  | 0  |    | 0  | 8  | 0  | 2  | 7  | 0  | 0  | 0  | 0  | 6  | 12 | 0  | 0  | 0  | 0  | 0  | 0  | 0  | 0       |    |   |   |   |   |   |   |   |   |   |   |   |   |   |   |  |   |   |   |   |   |   |   |   |   |   |   |   |   |   |   |   |   |   |   |   |   |   |   |   |   |   |
| Países Bajos        | 237 | 12 | 0  | 7  | 7  | 3  |    | 0  | 7  | 0  | 7  | 8  | 8  | 6  | 0  | 0  | 1  | 3  | 8  | 0  | 6  | 5  | 5  | 6  | 0  | 8  | 6  | 12 | 6  | 12 | 0  | 7  | 8  | 0  | 12 | 6  | 7  | 12 | 8  | 10 | 6  | 12      |    |   |   |   |   |   |   |   |   |   |   |   |   |   |   |  |   |   |   |   |   |   |   |   |   |   |   |   |   |   |   |   |   |   |   |   |   |   |   |   |   |   |
| Grecia              | 50  | 0  | 6  | 4  | 0  | 8  | 0  | 0  | 0  | 0  | 0  | 0  | 0  | 0  | 0  | 4  | 0  | 0  | 0  | 3  | 0  | 0  | 12 | 0  | 10 | 0  | 3  | 0  | 0  | 0  | 0  | 0  | 0  |    | 0  | 0  | 0  | 0  | 0  | 0  | 0  | 0       |    |   |   |   |   |   |   |   |   |   |   |   |   |   |   |  |   |   |   |   |   |   |   |   |   |   |   |   |   |   |   |   |   |   |   |   |   |   |   |   |   |   |
| Israel              | 0   | 0  | 0  | 0  | 0  | 0  | 0  | 0  | 0  | 0  | 0  | 0  | 0  | 0  | 0  | 0  | 0  | 0  | 0  | 0  | 0  | 0  | 0  | 0  | 0  | 0  | 0  | 0  | 0  | 0  | 0  | 0  | 0  | 0  | 0  | 0  | 0  | 0  | 0  | 0  | 0  |         |    |   |   |   |   |   |   |   |   |   |   |   |   |   |   |  |   |   |   |   |   |   |   |   |   |   |   |   |   |   |   |   |   |   |   |   |   |   |   |   |   |   |
| Noruega             | 40  | 4  | 0  | 0  | 0  | 0  | 0  | 0  | 0  | 1  |    | 0  | 1  | 0  | 0  | 0  | 0  | 7  | 6  | 0  | 0  | 0  | 0  | 0  | 0  | 5  | 0  | 4  | 0  | 0  | 0  | 0  | 0  | 0  | 0  | 0  | 5  | 0  | 0  | 7  | 0  | 0       |    |   |   |   |   |   |   |   |   |   |   |   |   |   |   |  |   |   |   |   |   |   |   |   |   |   |   |   |   |   |   |   |   |   |   |   |   |   |   |   |   |   |
| Reino Unido         | 8   | 0  | 0  | 0  | 0  | 0  | 0  | 0  | 0  | 0  | 2  | 0  | 0  |    | 0  | 0  | 2  | 0  | 0  | 0  | 2  | 0  | 0  | 0  | 0  | 0  | 0  | 0  | 0  | 0  | 0  | 0  | 1  | 0  | 0  | 0  | 0  | 0  | 0  | 1  | 0  | 0       |    |   |   |   |   |   |   |   |   |   |   |   |   |   |   |  |   |   |   |   |   |   |   |   |   |   |   |   |   |   |   |   |   |   |   |   |   |   |   |   |   |   |
| Islandia            | 46  | 0  | 0  | 0  | 2  | 6  | 0  | 0  | 0  | 3  | 0  | 0  | 0  | 0  | 0  | 0  | 0  | 0  | 0  | 0  | 0  | 0  | 0  | 8  | 2  | 0  | 10 | 0  | 0  | 6  | 0  |    | 0  | 0  | 0  | 4  | 0  | 5  | 0  | 0  | 0  | 0       |    |   |   |   |   |   |   |   |   |   |   |   |   |   |   |  |   |   |   |   |   |   |   |   |   |   |   |   |   |   |   |   |   |   |   |   |   |   |   |   |   |   |
| Estonia             | 28  | 0  | 0  | 0  | 0  | 0  | 0  | 0  |    | 0  | 0  | 0  | 0  | 0  | 5  | 0  | 0  | 0  | 0  | 0  | 0  | 0  | 0  | 0  | 0  | 0  | 0  | 0  | 1  | 0  | 6  | 0  | 0  | 0  | 5  | 1  | 2  | 0  | 0  | 0  | 0  | 8       |    |   |   |   |   |   |   |   |   |   |   |   |   |   |   |  |   |   |   |   |   |   |   |   |   |   |   |   |   |   |   |   |   |   |   |   |   |   |   |   |   |   |
| Bielorrusia         | 18  | 0  | 1  | 0  | 0  | 0  | 0  | 0  | 1  | 0  | 0  | 0  | 0  | 0  | 0  | 0  | 8  | 0  | 0  |    | 1  | 0  | 0  | 0  | 7  | 0  | 0  | 0  | 0  | 0  | 0  | 0  | 0  | 0  | 0  | 0  | 0  | 0  | 0  | 0  | 0  | 6       |    |   |   |   |   |   |   |   |   |   |   |   |   |   |   |  |   |   |   |   |   |   |   |   |   |   |   |   |   |   |   |   |   |   |   |   |   |   |   |   |   |   |
| Azerbaiyán          | 202 | 8  |    | 8  | 4  | 4  | 0  | 0  | 5  | 2  | 5  | 7  | 4  | 7  | 7  | 8  | 5  | 6  | 7  | 5  | 0  | 10 | 6  | 2  | 12 | 0  | 0  | 5  | 0  | 10 | 3  | 4  | 10 | 8  | 6  | 5  | 4  | 6  | 2  | 0  | 10 | 7       |    |   |   |   |   |   |   |   |   |   |   |   |   |   |   |  |   |   |   |   |   |   |   |   |   |   |   |   |   |   |   |   |   |   |   |   |   |   |   |   |   |   |
| Francia             | 67  | 0  | 0  | 0  | 0  | 0  | 0  | 0  | 3  | 6  | 0  | 0  | 5  | 2  | 3  | 3  | 0  | 0  | 0  | 0  | 0  | 0  | 4  | 10 | 0  | 4  | 8  | 0  | 3  | 0  | 1  | 1  | 5  | 0  | 0  | 2  | 0  |    | 0  | 2  | 3  | 2       |    |   |   |   |   |   |   |   |   |   |   |   |   |   |   |  |   |   |   |   |   |   |   |   |   |   |   |   |   |   |   |   |   |   |   |   |   |   |   |   |   |   |
| Italia              | 219 | 6  | 5  | 12 | 12 | 12 | 6  | 2  | 0  | 0  | 3  | 4  | 7  | 0  |    | 5  | 7  | 0  | 1  | 7  | 8  | 0  | 8  | 0  | 0  | 12 | 12 | 8  | 12 | 3  | 10 | 3  | 0  | 7  | 2  | 8  | 1  | 8  | 5  | 5  | 8  | 10      |    |   |   |   |   |   |   |   |   |   |   |   |   |   |   |  |   |   |   |   |   |   |   |   |   |   |   |   |   |   |   |   |   |   |   |   |   |   |   |   |   |   |
| Serbia              | 35  | 0  | 0  | 0  | 0  | 0  | 0  | 12 | 4  | 7  | 0  | 0  | 2  | 0  | 0  | 0  | 0  | 0  | 0  | 0  | 0  | 3  | 0  | 1  | 0  | 0  | 0  | 0  | 4  | 0  |    | 2  | 0  | 0  | 0  | 0  | 0  | 0  | 0  | 0  | 0  | 0       |    |   |   |   |   |   |   |   |   |   |   |   |   |   |   |  |   |   |   |   |   |   |   |   |   |   |   |   |   |   |   |   |   |   |   |   |   |   |   |   |   |   |
| Suiza               | 152 | 1  | 0  | 0  | 3  | 2  | 10 | 0  | 10 | 0  | 6  | 3  | 10 | 5  | 0  | 10 | 3  | 0  | 10 | 4  | 7  | 4  | 1  | 0  | 0  | 6  | 7  | 10 | 8  | 0  | 5  | 5  | 3  | 0  | 0  | 0  | 6  | 2  | 3  |    | 5  | 3       |    |   |   |   |   |   |   |   |   |   |   |   |   |   |   |  |   |   |   |   |   |   |   |   |   |   |   |   |   |   |   |   |   |   |   |   |   |   |   |   |   |   |
| Australia           | 153 | 7  | 2  | 0  | 10 | 0  | 2  | 4  | 0  | 12 | 0  | 10 | 0  | 8  | 6  | 2  | 0  | 10 | 4  | 0  | 0  | 12 | 0  |    | 0  | 10 | 4  | 6  | 0  | 2  | 7  | 10 | 0  | 2  | 0  | 0  | 0  | 4  | 10 | 4  | 0  | 5       |    |   |   |   |   |   |   |   |   |   |   |   |   |   |   |  |   |   |   |   |   |   |   |   |   |   |   |   |   |   |   |   |   |   |   |   |   |   |   |   |   |   |
| España              | 7   | 0  | 0  | 0  | 0  | 0  | 0  | 0  | 0  | 0  | 0  |    | 0  | 0  | 0  | 0  | 0  | 0  | 0  | 6  | 0  | 0  | 0  | 0  | 1  | 0  | 0  | 0  | 0  | 0  | 0  | 0  | 0  | 0  | 0  | 0  | 0  | 0  | 0  | 0  | 0  | 0       |    |   |   |   |   |   |   |   |   |   |   |   |   |   |   |  |   |   |   |   |   |   |   |   |   |   |   |   |   |   |   |   |   |   |   |   |   |   |   |   |   |   |

#### Televoto
| ......Participante..... | Pts. | Bandera de Portugal | Bandera de Azerbaiyán | Bandera de Malta | Bandera de Macedonia del Norte | Bandera de San Marino | Bandera de los Países Bajos | Bandera de Montenegro | Bandera de Estonia | Bandera de Polonia | Bandera de Noruega | Bandera de España | Bandera de Austria | Bandera del Reino Unido | Bandera de Italia | Bandera de Albania | Bandera de Hungría | Bandera de Moldavia | Bandera de Irlanda | Bandera de Bielorrusia | Bandera de Armenia | Bandera de Rumania | Bandera de Chipre | Bandera de Australia | Bandera de Rusia | Bandera de Alemania | Bandera de Bélgica | Bandera de Suecia | Bandera de Croacia | Bandera de Lituania | Bandera de Serbia | Bandera de Islandia | Bandera de Georgia | Bandera de Grecia | Bandera de Letonia | Bandera de República Checa | Bandera de Dinamarca | Bandera de Francia | Bandera de Finlandia | Bandera de Suiza | Bandera de Eslovenia | Bandera de Israel |
| ----------------------- | ---- | ------------------- | --------------------- | ---------------- | ------------------------------ | --------------------- | --------------------------- | --------------------- | ------------------ | ------------------ | ------------------ | ----------------- | ------------------ | ----------------------- | ----------------- | ------------------ | ------------------ | ------------------- | ------------------ | ---------------------- | ------------------ | ------------------ | ----------------- | -------------------- | ---------------- | ------------------- | ------------------ | ----------------- | ------------------ | ------------------- | ----------------- | ------------------- | ------------------ | ----------------- | ------------------ | -------------------------- | -------------------- | ------------------ | -------------------- | ---------------- | -------------------- | ----------------- |
| Malta                   | 20   | 0                   | 4                     |                  | 6                              | 0                     | 0                           | 0                     | 0                  | 0                  | 0                  | 0                 | 0                  | 0                       | 0                 | 0                  | 0                  | 0                   | 0                  | 0                      | 6                  | 0                  | 0                 | 4                    | 0                | 0                   | 0                  | 0                 | 0                  | 0                   | 0                 | 0                   | 0                  | 0                 | 0                  | 0                          | 0                    | 0                  | 0                    | 0                | 0                    | 0                 |
| Albania                 | 47   | 0                   | 0                     | 0                | 12                             | 0                     | 0                           | 7                     | 0                  | 0                  | 0                  | 0                 | 0                  | 0                       | 12                |                    | 0                  | 0                   | 0                  | 0                      | 0                  | 0                  | 0                 | 0                    | 0                | 0                   | 0                  | 0                 | 1                  | 0                   | 0                 | 0                   | 0                  | 5                 | 0                  | 0                          | 0                    | 0                  | 0                    | 10               | 0                    | 0                 |
| República Checa         | 7    | 0                   | 0                     | 0                | 0                              | 0                     | 0                           | 0                     | 0                  | 1                  | 0                  | 0                 | 0                  | 0                       | 0                 | 0                  | 0                  | 2                   | 0                  | 0                      | 0                  | 0                  | 0                 | 2                    | 0                | 0                   | 0                  | 0                 | 0                  | 0                   | 0                 | 2                   | 0                  | 0                 | 0                  |                            | 0                    | 0                  | 0                    | 0                | 0                    | 0                 |
| Alemania                | 0    | 0                   | 0                     | 0                | 0                              | 0                     | 0                           | 0                     | 0                  | 0                  | 0                  | 0                 | 0                  | 0                       | 0                 | 0                  | 0                  | 0                   | 0                  | 0                      | 0                  | 0                  | 0                 | 0                    | 0                |                     | 0                  | 0                 | 0                  | 0                   | 0                 | 0                   | 0                  | 0                 | 0                  | 0                          | 0                    | 0                  | 0                    | 0                | 0                    | 0                 |
| Rusia                   | 244  | 10                  | 12                    | 4                | 0                              | 12                    | 0                           | 10                    | 12                 | 3                  | 1                  | 2                 | 5                  | 0                       | 8                 | 12                 | 7                  | 12                  | 5                  | 12                     | 12                 | 7                  | 10                | 0                    |                  | 8                   | 1                  | 0                 | 0                  | 12                  | 8                 | 0                   | 8                  | 8                 | 12                 | 12                         | 0                    | 3                  | 4                    | 0                | 0                    | 12                |
| Dinamarca               | 51   | 1                   | 0                     | 0                | 0                              | 0                     | 5                           | 0                     | 6                  | 0                  | 5                  | 0                 | 0                  | 6                       | 4                 | 0                  | 0                  | 0                   | 0                  | 0                      | 0                  | 0                  | 0                 | 0                    | 0                | 4                   | 0                  | 7                 | 0                  | 0                   | 0                 | 4                   | 0                  | 0                 | 0                  | 0                          |                      | 4                  | 0                    | 1                | 3                    | 1                 |
| San Marino              | 65   | 0                   | 10                    | 0                | 8                              |                       | 0                           | 8                     | 0                  | 0                  | 0                  | 0                 | 0                  | 0                       | 0                 | 10                 | 6                  | 8                   | 0                  | 1                      | 0                  | 0                  | 0                 | 0                    | 0                | 0                   | 0                  | 0                 | 2                  | 0                   | 1                 | 1                   | 10                 | 0                 | 0                  | 0                          | 0                    | 0                  | 0                    | 0                | 0                    | 0                 |
| Macedonia del Norte     | 58   | 0                   | 3                     | 5                |                                | 0                     | 1                           | 6                     | 0                  | 0                  | 0                  | 0                 | 0                  | 0                       | 0                 | 6                  | 0                  | 0                   | 0                  | 0                      | 0                  | 0                  | 0                 | 0                    | 0                | 0                   | 0                  | 2                 | 7                  | 0                   | 12                | 0                   | 2                  | 0                 | 0                  | 0                          | 0                    | 0                  | 0                    | 2                | 12                   | 0                 |
| Suecia                  | 93   | 0                   | 0                     | 6                | 0                              | 0                     | 8                           | 0                     | 3                  | 0                  | 12                 | 6                 | 0                  | 5                       | 0                 | 0                  | 0                  | 0                   | 2                  | 0                      | 2                  | 0                  | 0                 | 8                    | 0                | 1                   | 2                  |                   | 0                  | 3                   | 0                 | 8                   | 6                  | 0                 | 0                  | 0                          | 10                   | 0                  | 7                    | 4                | 0                    | 0                 |
| Eslovenia               | 59   | 0                   | 0                     | 0                | 2                              | 0                     | 0                           | 4                     | 7                  | 4                  | 0                  | 0                 | 2                  | 0                       | 0                 | 0                  | 3                  | 0                   | 0                  | 5                      | 0                  | 0                  | 0                 | 0                    | 6                | 3                   | 0                  | 0                 | 10                 | 0                   | 10                | 0                   | 0                  | 0                 | 2                  | 0                          | 0                    | 0                  | 1                    | 0                |                      | 0                 |
| Chipre                  | 32   | 0                   | 0                     | 0                | 0                              | 7                     | 0                           | 0                     | 0                  | 0                  | 0                  | 0                 | 0                  | 1                       | 0                 | 0                  | 0                  | 0                   | 0                  | 0                      | 0                  | 0                  |                   | 0                    | 0                | 0                   | 0                  | 0                 | 0                  | 0                   | 0                 | 0                   | 12                 | 12                | 0                  | 0                          | 0                    | 0                  | 0                    | 0                | 0                    | 0                 |
| Países Bajos            | 261  | 8                   | 7                     | 10               | 7                              | 6                     |                             | 1                     | 8                  | 10                 | 8                  | 8                 | 7                  | 4                       | 5                 | 7                  | 8                  | 6                   | 8                  | 10                     | 10                 | 12                 | 6                 | 6                    | 5                | 7                   | 12                 | 6                 | 4                  | 7                   | 3                 | 5                   | 5                  | 6                 | 5                  | 4                          | 7                    | 5                  | 5                    | 6                | 5                    | 2                 |
| Grecia                  | 24   | 0                   | 0                     | 0                | 0                              | 10                    | 0                           | 0                     | 0                  | 0                  | 0                  | 0                 | 0                  | 0                       | 0                 | 2                  | 0                  | 0                   | 0                  | 0                      | 0                  | 0                  | 12                | 0                    | 0                | 0                   | 0                  | 0                 | 0                  | 0                   | 0                 | 0                   | 0                  |                   | 0                  | 0                          | 0                    | 0                  | 0                    | 0                | 0                    | 0                 |
| Israel                  | 35   | 0                   | 0                     | 0                | 0                              | 1                     | 0                           | 0                     | 0                  | 0                  | 0                  | 0                 | 0                  | 0                       | 0                 | 0                  | 0                  | 7                   | 0                  | 0                      | 0                  | 3                  | 5                 | 0                    | 0                | 0                   | 0                  | 0                 | 0                  | 0                   | 0                 | 0                   | 4                  | 0                 | 0                  | 3                          | 0                    | 12                 | 0                    | 0                | 0                    |                   |
| Noruega                 | 291  | 6                   | 1                     | 7                | 5                              | 3                     | 12                          | 0                     | 10                 | 8                  |                    | 7                 | 8                  | 12                      | 10                | 5                  | 10                 | 3                   | 12                 | 8                      | 5                  | 4                  | 1                 | 12                   | 10               | 12                  | 7                  | 12                | 5                  | 8                   | 4                 | 12                  | 0                  | 0                 | 8                  | 10                         | 12                   | 8                  | 10                   | 8                | 6                    | 10                |
| Reino Unido             | 3    | 0                   | 0                     | 0                | 0                              | 0                     | 0                           | 0                     | 0                  | 0                  | 0                  | 0                 | 0                  |                         | 0                 | 0                  | 0                  | 0                   | 3                  | 0                      | 0                  | 0                  | 0                 | 0                    | 0                | 0                   | 0                  | 0                 | 0                  | 0                   | 0                 | 0                   | 0                  | 0                 | 0                  | 0                          | 0                    | 0                  | 0                    | 0                | 0                    | 0                 |
| Islandia                | 186  | 3                   | 0                     | 1                | 0                              | 2                     | 7                           | 2                     | 5                  | 12                 | 10                 | 3                 | 6                  | 8                       | 7                 | 0                  | 12                 | 1                   | 6                  | 7                      | 3                  | 5                  | 0                 | 10                   | 7                | 2                   | 3                  | 8                 | 3                  | 6                   | 5                 |                     | 3                  | 2                 | 7                  | 6                          | 4                    | 1                  | 12                   | 0                | 7                    | 0                 |
| Estonia                 | 48   | 0                   | 0                     | 0                | 0                              | 0                     | 0                           | 0                     |                    | 0                  | 2                  | 0                 | 0                  | 0                       | 0                 | 0                  | 0                  | 0                   | 1                  | 0                      | 0                  | 0                  | 0                 | 0                    | 0                | 0                   | 0                  | 10                | 0                  | 4                   | 0                 | 3                   | 0                  | 0                 | 10                 | 1                          | 8                    | 0                  | 8                    | 0                | 1                    | 0                 |
| Bielorrusia             | 13   | 0                   | 5                     | 0                | 0                              | 0                     | 0                           | 0                     | 0                  | 0                  | 0                  | 0                 | 0                  | 0                       | 0                 | 0                  | 0                  | 0                   | 0                  |                        | 0                  | 0                  | 0                 | 0                    | 8                | 0                   | 0                  | 0                 | 0                  | 0                   | 0                 | 0                   | 0                  | 0                 | 0                  | 0                          | 0                    | 0                  | 0                    | 0                | 0                    | 0                 |
| Azerbaiyán              | 100  | 0                   |                       | 2                | 1                              | 4                     | 4                           | 3                     | 1                  | 2                  | 3                  | 1                 | 1                  | 3                       | 1                 | 3                  | 2                  | 10                  | 0                  | 6                      | 0                  | 6                  | 0                 | 1                    | 12               | 0                   | 0                  | 3                 | 0                  | 5                   | 0                 | 0                   | 7                  | 0                 | 4                  | 7                          | 5                    | 0                  | 0                    | 0                | 0                    | 3                 |
| Francia                 | 38   | 2                   | 0                     | 0                | 0                              | 0                     | 0                           | 0                     | 0                  | 0                  | 0                  | 4                 | 0                  | 0                       | 2                 | 0                  | 1                  | 0                   | 0                  | 0                      | 4                  | 1                  | 3                 | 3                    | 0                | 0                   | 10                 | 0                 | 0                  | 0                   | 0                 | 0                   | 0                  | 1                 | 0                  | 0                          | 0                    |                    | 0                    | 3                | 0                    | 4                 |
| Italia                  | 253  | 7                   | 6                     | 12               | 3                              | 8                     | 10                          | 5                     | 0                  | 7                  | 7                  | 12                | 10                 | 0                       |                   | 8                  | 4                  | 5                   | 4                  | 3                      | 7                  | 8                  | 8                 | 5                    | 1                | 6                   | 8                  | 4                 | 12                 | 10                  | 7                 | 6                   | 1                  | 10                | 3                  | 2                          | 3                    | 10                 | 3                    | 12               | 8                    | 8                 |
| Serbia                  | 54   | 0                   | 0                     | 0                | 10                             | 0                     | 0                           | 12                    | 0                  | 0                  | 0                  | 0                 | 4                  | 0                       | 0                 | 0                  | 0                  | 0                   | 0                  | 0                      | 0                  | 0                  | 0                 | 0                    | 3                | 0                   | 0                  | 0                 | 8                  | 0                   |                   | 0                   | 0                  | 0                 | 0                  | 0                          | 0                    | 0                  | 0                    | 7                | 10                   | 0                 |
| Suiza                   | 212  | 5                   | 8                     | 8                | 4                              | 5                     | 6                           | 0                     | 4                  | 5                  | 6                  | 10                | 12                 | 7                       | 3                 | 4                  | 5                  | 4                   | 7                  | 4                      | 8                  | 10                 | 7                 | 7                    | 2                | 10                  | 5                  | 1                 | 6                  | 2                   | 6                 | 7                   | 0                  | 7                 | 1                  | 5                          | 6                    | 2                  | 2                    |                  | 4                    | 7                 |
| Australia               | 131  | 4                   | 0                     | 3                | 0                              | 0                     | 2                           | 0                     | 2                  | 6                  | 4                  | 5                 | 3                  | 10                      | 6                 | 1                  | 0                  | 0                   | 10                 | 2                      | 1                  | 2                  | 2                 |                      | 4                | 5                   | 4                  | 5                 | 0                  | 1                   | 0                 | 10                  | 0                  | 3                 | 6                  | 8                          | 2                    | 6                  | 6                    | 0                | 2                    | 6                 |
| España                  | 53   | 12                  | 2                     | 0                | 0                              | 0                     | 3                           | 0                     | 0                  | 0                  | 0                  |                   | 0                  | 2                       | 0                 | 0                  | 0                  | 0                   | 0                  | 0                      | 0                  | 0                  | 4                 | 0                    | 0                | 0                   | 6                  | 0                 | 0                  | 0                   | 2                 | 0                   | 0                  | 4                 | 0                  | 0                          | 1                    | 7                  | 0                    | 5                | 0                    | 5                 |

#### Máximas puntuaciones

##### Jurado
| N. | A                   | De |
| -- | ------------------- | --- |
| 10 | Suecia              | Armenia, Australia, Dinamarca, España, Estonia, Finlandia, Irlanda, Islandia, Países Bajos, República Checa |
| 6  | Italia              | Alemania, Bélgica, Croacia, Macedonia del Norte, Malta, San Marino                                          |
| 6  | Macedonia del Norte | Albania, Austria, Moldavia, Reino Unido, Serbia, Suiza                                                      |
| 6  | Países Bajos        | Francia, Israel, Letonia, Lituania, Portugal, Suecia                                                        |
| 4  | República Checa     | Eslovenia, Georgia, Hungría, Noruega                                                                        |
| 2  | Australia           | Polonia, Rumania                                                                                            |
| 1  | Azerbaiyán          | Rusia |
| 1  | Chipre              | Grecia |
| 1  | Dinamarca           | Italia |
| 1  | Grecia              | Chipre |
| 1  | Israel              | Bielorrusia                                                                                                 |
| 1  | Rusia               | Azerbaiyán                                                                                                  |
| 1  | Serbia              | Montenegro                                                                                                  |

##### Televoto
| N. | A                   | De |
| -- | ------------------- | --- |
| 11 | Rusia               | Albania, Armenia, Azerbaiyán, Bielorrusia, Estonia, Israel, Letonia, Lituania, Moldavia, República Checa, San Marino |
| 8  | Noruega             | Alemania, Australia, Dinamarca, Irlanda, Islandia, Países Bajos, Reino Unido, Suecia                                 |
| 4  | Italia              | Croacia, España, Malta, Suiza                                                                                        |
| 3  | Islandia            | Finlandia, Hungría, Polonia                                                                                          |
| 2  | Albania             | Italia, Macedonia del Norte                                                                                          |
| 2  | Chipre              | Georgia, Grecia |
| 2  | Macedonia del Norte | Eslovenia, Serbia |
| 2  | Países Bajos        | Bélgica, Rumania |
| 1  | Azerbaiyán          | Rusia |
| 1  | España              | Portugal |
| 1  | Grecia              | Chipre |
| 1  | Israel              | Francia |
| 1  | Serbia              | Montenegro |
| 1  | Suecia              | Noruega |
| 1  | Suiza               | Austria |

### Portavoces
- Albania: Andri Xhahu (Presentador de radio y televisión)
- Alemania: Barbara Schöneberger (Actriz, cantante y presentadora de televisión)
- Armenia: Aram Mp3 (Representante de Armenia en Eurovisión 2014)
- Australia: Electric Fields (Subcampeones de la Final Nacional Australiana de 2019)
- Austria: Philipp Hansa (Presentador de radio y actor)
- Azerbaiyán: Faiq Ağayev
- Bélgica: David Jeanmotte
- Bielorrusia: Maria Vasilevich
- Chipre: Hovig (Representante de Chipre en Eurovisión 2017)
- Croacia: Monika Lelas Halambeck
- Dinamarca: Rasmussen (Representante de Dinamarca en Eurovisión 2018)
- Eslovenia: Lea Sirk (Representante de Eslovenia en Eurovisión 2018)
- España: Nieves Álvarez (Modelo y presentadora)
- Estonia: Kelly Sildaru (Esquiadora acrobática)
- Finlandia: Christoffer Strandberg (Actor)
- Francia: Julia Molkhou (Actriz)
- Georgia: Gaga Abashizde (Miembro de Iriao, grupo que representó a Georgia en Eurovisión 2018)
- Grecia: Gus G. (Guitarrista solista)
- Hungría: Bence Forró
- Irlanda: Sinéad Kennedy
- Islandia: Jóhannes Haukur Jóhannesson (Actor)
- Israel: Izhar Cohen (Ganador de Eurovisión 1978 junto con el grupo Alphabeta y representante de Israel en Eurovisión 1985)
- Italia: Ema Stokholma
- Letonia: Laura Rizzotto (Representante de Letonia en Eurovisión 2018)
- Lituania: Gedrus Masalskis
- Macedonia del Norte: Nikola Trajkovski
- Malta: Ben Camille (Copresentador del Festival de la Canción de Eurovisión Junior 2016)
- Moldavia: Doina Stimpovschi
- Montenegro: Ajda Šufta
- Noruega: Alexander Rybak (Ganador de Eurovisión 2009 y representante de Noruega en Eurovisión 2018)
- Países Bajos: Emma Wortelboer (Presentadora de televisión)
- Polonia: Mateusz Symkowiak
- Portugal: Inês Lopes Gonçalves
- Reino Unido: Rylan Clark-Neal (Presentador, personalidad de la televisión, narrador y modelo)
- República Checa: Radka Rosická
- Rumania: Ilinca (Representante de Rumanía en Eurovisión 2017, junto con Alex Florea)
- Rusia: Ivan Bessonov (Ganador del Festival de Eurovisión de Jóvenes Músicos 2018)
- San Marino: Monica Fabbri
- Serbia: Dragana Kosjerina
- Suecia: Eric Saade (Representante de Suecia en Eurovisión 2011)
- Suiza: Sinplus (Representantes de Suiza en Eurovisión 2012)

## Otros países

### Miembros activos de la UER
- Andorra (RTVA): En diversas ocasiones declaró que estaba planeando regresar al certamen si el gobierno andorrano lo apoyaba. El 19 de mayo de 2018 confirmó que no regresarán en la edición de 2019. Además, el director general de RTVA ha confirmado que el país no participará en ningún concurso de la UER durante unos años, incluyendo los futuros festivales de Eurovisión.[116]

- Bosnia y Herzegovina (BHRT): El 25 de mayo de 2018 afirmó que el país no podrá competir en el Festival de la Canción de Eurovisión de 2019 debido a las sanciones relacionadas con la deuda que les impone la UER.[117]

- Bulgaria (BNT): A pesar de haber confirmado su participación desde el primer momento, el 14 de octubre se disolvió la delegación búlgara, poniendo en duda su participación. Finalmente, el 15 de octubre confirmaron su retirada, alegando problemas económicos.[32]

- Eslovaquia (RTVS): El 31 de mayo de 2018, la radiodifusora eslovaca RTVS anunció que no podrán competir en la edición del 2019 debido a algunos adeudos de la radiodifusora con la UER.[118]

- Luxemburgo (RTL) : El 21 de julio de 2018, la radiodifusora luxemburguesa RTL Télé Lëtzebuerg (RTL) anunció que no regresarían al concurso en 2019.[119]

- Mónaco (TMC): El 17 de agosto de 2018, el director general de la radiodifusora monegasca Télé Monte Carlo (TMC) anunció que no volverían al concurso en 2019.[120]

- Turquía (TRT): En agosto de 2018, el director general de la radiodifusora turca TRT, İbrahim Eren, declaró que no consideran regresar por el sistema de votación y porque «no pueden emitir» en un horario en el que los niños están despiertos «a alguien como al representante austriaco barbudo con falda, que no cree en los géneros, y se considera hombre y mujer a la vez», en alusión a la ganadora de Eurovisión 2014 Conchita Wurst. Añadió haber trasladado a la UER que «se habían desviado de sus valores», y que como resultado «otros países también han dejado Eurovisión», diciendo que «hay un caos mental en la UER por sus dirigentes».[121] La UER contestó que el festival «tiene una larga y orgullosa tradición en valores como la diversidad y la inclusión a través de la música», añadiendo que «Turquía ha hecho una gran contribución en el pasado a Eurovisión» y que «serán muy bienvenidos si deciden regresar en el futuro».[122]

- Ucrania (UA:PBC): El 27 de febrero de 2019, la radiodifusora ucraniana anunció que no participaría en esta edición debido a que la cantante Maruv, ganadora de la preselección de dicho país, no llegó a un acuerdo con la televisión pública ucraniana. La polémica fue causada por los compromisos musicales de la artista en Rusia, en el contexto de la guerra ruso-ucraniana. Después, a pesar de que la situación se intentó solucionar enviando a algún participante de la preselección en su lugar, nadie accedió a remplazarla, lo que forzó a Ucrania a no participar en Tel Aviv.[33]

- Túnez (TT): El gobierno israelí propuso invitar a Túnez, junto a otros países como Arabia Saudí o Emiratos Árabes Unidos. Túnez iba a debutar en 1977, pero decidieron no participar, supuestamente, por la participación de Israel. Al ser miembro de la UER, puede participar en el concurso si lo deseara.[123]

### Miembros asociados de la UER
- Kazajistán (Khabar Agency/Channel 31): El 22 de diciembre de 2017, se afirmó que Channel 31 había finalizado las negociaciones con la EBU, lo que permitía a Kazajistán debutar en 2019; sin embargo, el 23 de diciembre de 2017, la UER declaró a la redacción de Esctoday: «Channel 31 de Kazajistán es un miembro asociado de la UER y, por lo tanto, podríamos participar en el Festival de Eurovisión. Sin embargo, dado que Channel 31 está fuera del Área de Radiodifusión Europea y tampoco es miembro del Consejo de Europa, no es elegible para convertirse en un miembro activo de la UER».[124][125][126]

### Países no miembros de la UER
- Arabia Saudí (KSA 1): El gobierno israelí propuso invitar a Arabia Saudí a participar en el festival, junto con otros países de la zona como Túnez y Emiratos Árabes Unidos. Pero Arabia Saudí no es un país activo o asociado de la UER, por lo tanto no era apto para competir en el certamen, ya que las normas así lo explican claramente.[123]

- Emiratos Árabes Unidos (MBC): El gobierno israelí propuso invitar a Emiratos Árabes Unidos a participar en el festival, junto con otros países de la zona como Túnez y Arabia Saudí. Pero Emiratos Árabes Unidos no es un país activo o asociado de la UER, por lo tanto no era apto para competir en el certamen, ya que las normas así lo explican claramente y además, el país se encuentra fuera del Área de Radiodifusión Europea.[123]

- Kosovo (RTK): según las directrices de la UER, la participación de Kosovo en 2018 habría sido posible debido a que Portugal reconoció a Kosovo como estado. Radio y Televisión de Kosovo (RTK) decidió no participar, sin embargo, todavía transmitió el concurso en 2018. Israel no reconoce a Kosovo, pero ambos estados fomentan buenas relaciones.[127] El director general de RTK, Mentor Shala, dijo que todavía están presionando para ser miembros con pleno derecho, y todavía esperan debutar en el concurso de 2019. Actualmente están en conversaciones con la EBU. La EBU votará la membresía de la emisora kosovar en diciembre de 2018, lo que posiblemente le permita debutar en 2019, o en un futuro próximo después de eso.[128]

- Liechtenstein (1 FLTV): el 4 de noviembre de 2017, 1 Fürstentum Liechtenstein Television (1 FLTV), la televisión pública del Principado de Liechtenstein, confirmó que el país estaba planeando debutar en la edición de 2019, y que estaban en proceso de solicitar la membresía de la UER y estaban «en proceso de cumplir con todos los requisitos». También reiteraron su intención de seleccionar al participante a través de un proceso de selección nacional bajo el nombre de Liechtenstein Music Contest, «abierto a cualquier forma de música».[129][130] Sin embargo, el 20 de julio de 2018, la Unión Europea de Radiodifusión (EBU) declaró que 1 FL TV no ha solicitado su afiliación a la EBU.[131] Finalmente, el 26 de julio de 2018, 1 FL TV confirmó que Liechtenstein no debutará en 2019 debido a la repentina muerte del director de la emisora, Peter Kölbel.[132]

## Incidentes

### Interrupciones en las preselecciones nacionales
Como parte del movimiento Boicot, Desinversiones y Sanciones contra Israel, varias preselecciones nacionales sufrieron interrupciones:
- Francia: El 19 de enero de 2019, la segunda semifinal de Destination Eurovision fue interrumpida por intrusos en el escenario que sostenían carteles que decían que Eurovisión 2019 debía ser boicoteada, por celebrarse en Israel.[133]
- España: El 20 de enero de 2019, varios manifestantes se reunieron con motivo de la celebración de la gala de Operación Triunfo, entregando panfletos en los que se llamaba a boicotear el certamen.[134]

Ante estos eventos, la UER emitió un comunicado, advirtiendo sobre las precauciones que las radiodifusoras pueden tomar para evitar interrupciones similares.

### Polémicas en preselecciones nacionales
- Italia: El 9 de febrero de 2019, tras proclamarse Mahmood como ganador del Festival de la Canción de San Remo 2019 con la canción «Soldi», Matteo Salvini –ministro del Interior y líder del partido de extrema derecha Liga Norte– cuestionó su origen egipcio a pesar de haber nacido en Milán y escribió en su cuenta de Twitter lo siguiente: «Mahmood... Mah... ¿Es la canción italiana más bella? Yo habría elegido Ultimo, ¿vosotros qué decís?». Posteriormente, a Mahmood preguntaron en la rueda de prensa y el cantante zanjó la polémica diciendo que «soy un muchacho italiano al cien por cien». Luego, Salvini se excusó apuntando que a quien él cuestionaba era al jurado del Festival de San Remo.[136]

### Peticiones de boicot a Israel
Debido a que Israel es el país anfitrión del festival durante 2019, algunos partidos y políticos europeos expresaron peticiones de boicot al festival como parte del movimiento de boicot, desinversiones y sanciones. 
- Australia: El partido Verdes Australianos planteó un posible boicot al Festival de la Canción de Eurovisión en Israel con el senador Lee Rhiannon, declarando: «Los eventos recientes a lo largo de la frontera de Gaza han demostrado que el ejército israelí participa en acciones militares letales, en los días que se consideran “significativos” o “cuando se planean protestas por parte de los palestinos”», dijo. «Esto significa que las actividades de Eurovisión podrían impactar sobre quién vive y quién muere. ¿SBS considerará estos factores cuando decida si participar o no en el concurso del próximo año o en 2020?». Michael Ebeid, el CEO de Special Broadcasting Service (SBS) declaró: «Israel ha ganado antes, Israel lo ha recibido antes y lo ha hecho con el espíritu de unidad y uniendo a las personas y las culturas. No puedo imaginar por qué no televisaríamos Eurovisión el próximo año».[137] Más tarde, Australia confirmó su participación el 1 de octubre de 2018.

- Irlanda: El alcalde de Dublín, Mícheál Mac Donncha, manifestó que Irlanda no debería participar en el festival de 2019 por llevarse a cabo en Israel. Mac Donncha, que tiene prohibida la entrada en el país medio-oriental por su apoyo a la campaña de boicot, dijo: «Pienso que la horrible masacre de palestinos necesita ver la luz. Necesita haber solidaridad con ellos como la hubo con la gente de Sudáfrica durante el régimen de apartheid». El ganador irlandés de Eurovisión 1994 Charlie McGettigan pidió también a RTÉ que boicotease el evento argumentando que «No se puede estar de acuerdo con esto, estar de celebración mientras otra gente está muriendo».[138] Además, el popular programa irlandés The Tonight Show emitió un segmento en relación con el derecho de Israel de organizar el evento, en el cual se mostraron a diversas celebridades irlandesas hablando del boicot por parte de Irlanda a Israel, incluyendo también a miembros del público.[139] En cambio, el vice primer ministro irlandés Simon Coveney rechazó las peticiones de boicot y declaró que Irlanda preveía participar en el certamen, argumentando que con el boicot «se polarizarían aún más las cosas» y la causa palestina no vería ningún avance.[140] Finalmente la RTÉ confirmó su participación en el Certamen Eurovisivo.[141]

- Islandia: 23.000 islandeses firmaron una petición pidiendo a la cadena nacional islandesa RÚV que boicotee el evento.[142] El músico islandés Daði Freyrv manifestó que no seguirá participando en la preselección islandesa Söngvakeppnin y pidió a la cadena nacional el boicot al evento tuiteando: «No podemos imaginar nuestra participación en la diversión que supone Eurovisión con la conciencia limpia mientras el estado israelí y su ejército usa tal violencia contra el pueblo palestino».[143] Pese a la confirmación inicial de participación, la televisión pública islandesa anunció que llevarían a cabo una reunión para reconsiderar su presencia en la edición de 2019, a raíz de las firmas recogidas.[144] La RÚV reconfirmó su participación el 13 de septiembre de 2018, justo después de que la UER anunciará a Tel Aviv como ciudad sede, y la radiodifusora islandesa explicó que la decisión dependía de que el certamen no se llevará a cabo en Jerusalén, pues hubiese supuesto que se convirtiera en un «evento político».[145]

- Portugal: Varios artistas portugueses han apelado en una carta abierta dirigida a RTP, responsable de elegir al representante nacional, para boicotear la participación de Portugal en el Festival de la Canción de Eurovisión 2019. «Instamos a RTP a actuar dentro de la Unión Europea de Radiodifusión para que el festival se transfiera a un país donde los crímenes de guerra, incluidos los asesinatos de periodistas, no se cometan», dice la carta. También afirma que «Eurovisión no se combina con el Apartheid», alegando que la radiodifusora pública, al anunciar la participación de Portugal en el concurso israelí en mayo, «confirma su disposición, en nombre del entretenimiento, para encubrir la ocupación israelí del territorio palestino y la continua negación de los derechos humanos del pueblo palestino». Concluye: «No queremos convertirnos en cómplices de las violaciones a los derechos humanos del pueblo palestino. Queremos llamar la atención del mundo sobre la colonización, que se está volviendo cada vez más violenta». La lista de firmantes incluye, entre otros, a la escritora Alexandra Lucas Coelho, a la artista Joana Villaverde, a la cantante Francisca Cortesão, a los actores João Grosso, a Maria do Céu Guerra y a Manuela de Freitas, a la pintora Teresa Dias Coelho, a la cineasta Susana Sousa Dias y al fotógrafo Nuno Lobito.[146][147]

- Reino Unido - Miembros del grupo We support Jeremy Corbyn («Apoyamos a Jeremy Corbyn») pidieron a Reino Unido que boicotee el evento, aunque el propio Corbyn no se pronunció al respecto.[148] Votantes de uno de los grandes partidos del Reino Unido, los Liberal Demócratas, han pedido al partido y al gobierno británico que boicoteen el evento argumentando que su participación implicaría el apoyo a «indignantes violaciones de los derechos humanos».[149]

- Suecia: El Partido de la Izquierda en Malmö sugirió que el Festival no debería celebrarse en Israel. Su argumento fue que «Es absolutamente irracional que Israel acoja tal masivo festival de música mientras la ocupación [de Gaza] se lleva a cabo. Queremos a Israel excluido de Eurovisión por razones humanitarias. No podemos continuar bailando mientras la persecución de palestinos continúa. ¡Boicot a Israel ya!»[150]

### Exigencias religiosas
El 14 de mayo de 2018, Yaakov Litzman, líder del partido ultraortodoxo Yahadut Hatorah y Viceministro de Salud, envió una carta a los ministros de Turismo, Comunicaciones, y Cultura y Deporte, exigiendo que el evento no incumpliese las leyes religiosas: «En nombre de los cientos de miles de ciudadanos judíos de todas las poblaciones y comunidades para las que la observación del Shabat está cerca de su corazón, os apelo, ya en esta etapa temprana, antes de que la producción y todos los demás detalles del evento se hayan puesto en marcha, a ser estrictos [en asegurar] que este asunto no perturbe la santidad del Shabat y en trabajar de todas formas para prevenir la profanación del Shabat, Dios no lo permita, como requieren la ley y el statu quo». Según la ley religiosa judía el Shabat se observa desde el atardecer del viernes hasta el sábado noche. La emisión de la final el sábado, que comenzará a las 22:00, no entra en conflicto con dicha ley. Sin embargo, sí que lo hacen el ensayo general con jurados del viernes noche, y los ensayos del sábado tarde. Protestas similares surgieron ante el Festival de la Canción de Eurovisión 1999 celebrado en Jerusalén, pero al haber entonces un menor número de delegaciones compitiendo, se pudieron realizar ajustes para dar salida al asunto. El Presidente del Comité de Eurovisión de la UER, el Dr. Frank-Dieter Freiling, declaró que estaba al corriente del problema, y que planeaba abordarlo en sus comunicaciones con la televisión israelí. El 10 de julio de 2018, el ente público Kan publicó los requisitos exigidos a las ciudades candidatas a albergar el festival, y entre ellos se incluía el compromiso a que la gran final y los ensayos y trabajos técnicos planificados para fines de semana se desarrollen con normalidad, a pesar de coincidir con el Shabat.

### Retirada de Ucrania
En un primer momento, la Televisión Pública de Ucrania (UA:PBC) había confirmado su participación en Eurovisión, llegando a celebrar el 23 de febrero de 2019 la final de la preselección nacional —Vidbir Nacionalij— junto con la televisión privada STB. Sin embargo, el país terminaría retirándose cuatro días después de la final nacional,  el 27 de febrero, por desacuerdos con la candidata que había ganado.
La ganadora de la preselección ucraniana fue Maruv con la canción «Siren song», tras haber obtenido la puntuación más alta del televoto. Durante la final, el jurado le llegó a preguntar por los conciertos que tenía programados en Rusia pese a la guerra que enfrentaba a ambos países; e incluso uno de los jueces (la ucraniana Jamala, ganadora del Festival de Eurovisión 2016) le pidió su opinión sobre la soberanía de Crimea. Además, la artista tenía un contrato discográfico con Warner Music Russia, lo que despertó los recelos de la televisión pública y de políticos como el vicepresidente Vyacheslav Kyrylenko, quien llegó a rechazar su triunfo. A diferencia de otras ocasiones, la UA:PBC no reconoció automáticamente a la ganadora como su representante. 
El 25 de febrero, Maruv hizo públicas las condiciones del contrato ofrecidas por la UA:PBC y las calificó de «abusivas». Entre otras cláusulas, se le exigía cancelar todos sus compromisos en Rusia, ceder los derechos de autor de la canción, no improvisar sobre el escenario, e incluso pagarse el viaje a Tel Aviv. Tras esta filtración, la televisión pública confirmó que Maruv no sería la representante ucraniana y cedió el puesto a los siguientes finalistas. Sin embargo, tanto el segundo (Freedom Jazz) como el tercero (Kazka) se negaron en solidaridad con su compañera, por lo que Ucrania anunció su retirada. Tras confirmar que sí emitirían la final por televisión, la UER les reservó una plaza para la edición de 2020.

### Símbolos religiosos en vídeos musicales
La versión original en polaco del vídeo musical de la canción representante de Polonia contenía la imagen de una cruz en la carretera. Dicho signo tuvo que ser eliminado del vídeo, hecho que causó indignación generalizada y las autoridades públicas de la televisión polaca pidieron que volviera la versión original del vídeo musical. El representante de Tulia, en una entrevista, explicó que «las normas de Eurovisión prohíben la promoción de instituciones y símbolos religiosos, y esta es la Cruz».

### Símbolos palestinos en la final
El 18 de mayo, durante la actuación de Madonna, aparecieron dos de sus bailarines abrazados, uno con la bandera de Israel y otro con la de Palestina en la espalda. Fue durante la presentación del sencillo Future, donde la cantante estadounidense quiso lanzar un mensaje de paz y de hermanamiento entre el pueblo israelí y el palestino, aunque muchos calificaron el gesto como una provocación, el cual no estuvo exento de polémica.
Por otro lado, en el momento en que fueron revelados los puntos del televoto recibidos por Islandia, el grupo Hatari mostró un estandarte en el que aparecía la palabra «Palestina» con los colores de su bandera. Este hecho provocó gran controversia, aparte de los abucheos del público en el momento, aunque la banda islandesa había mostrado previamente su apoyo al pueblo palestino y su rechazo a la ocupación israelí de dicho territorio. Inmediatamente, los organizadores de la Corporación de Radiodifusión Israelí les retiraron las banderas y la Unión Europea de Radiodifusión lamentó lo ocurrido alegando que «se trata de un evento no político y este gesto contradice las normas del concurso». Asimismo, esta última planteó la posibilidad de sancionar de algún modo a Ríkisútvarpið (RÚV), el ente público de radiodifusión islandés, por lo ocurrido.

### Alteraciones en la clasificación final
El jurado profesional bielorruso desveló públicamente sus votaciones de la primera semifinal, cosa que va en contra de las normas. Así, en la final fue sustituido por una media de los resultados obtenidos en los jurados de su misma zona geopolítica, es decir, Armenia, Azerbaiyán, Georgia y Rusia. A la hora de anunciar los puntos del jurado, debido a un error humano, esta votación se obtuvo a la inversa, es decir, el «jurado bielorruso» otorgó 12 puntos a Israel, 10 a Estonia y 8 a Alemania, en vez de otorgar el 12 a Malta, el 10 a Macedonia del Norte y el 8 a Chipre. Cuatro días después, la Unión Europea de Radiodifusión solucionó el error y publicó la clasificación definitiva, afectando a puntos y puestos de 24 países.